# Língua lapônica setentrional
Lapão setentrional, lapão do norte ou sámi do Norte (em sámi do Norte: davvisámegiella,  PRONÚNCIA; finlandês: pohjoissaame /ˈpohjoi̯sˌsaːme/, norueguês: nordsamisk, sueco: nordsamiska; exônimo desaconselhado: lapônico ou Lapão setentrional) é a maior das línguas sámi, sendo falada nas regiões setentrionais da Noruega, da Suécia e da Finlândia, na região histórica de Sápmi (ou Lapónia). O lapão setentrional possui entre 20 e 25 mil falantes nativos, dos quais cerca de 15 000 vivem na Noruega, 5 000 na Suécia e 2 000 na Finlândia. A UNESCO classifica o sámi do Norte como “definitivamente em risco”.

## Classificação
O lapão setentrional, ou sámi do Norte, pertence ao ramo lapão da família linguística urálica. Por isso, apresenta várias características comuns com os outros idiomas dessa família, como: traços de harmonização vocálica; gradação consonantal; muitos casos gramaticais; e aglutinação. Além disso, é possível também encontrar cognatos com as outras línguas urálicas, em especial com os idiomas fino-úgricos.

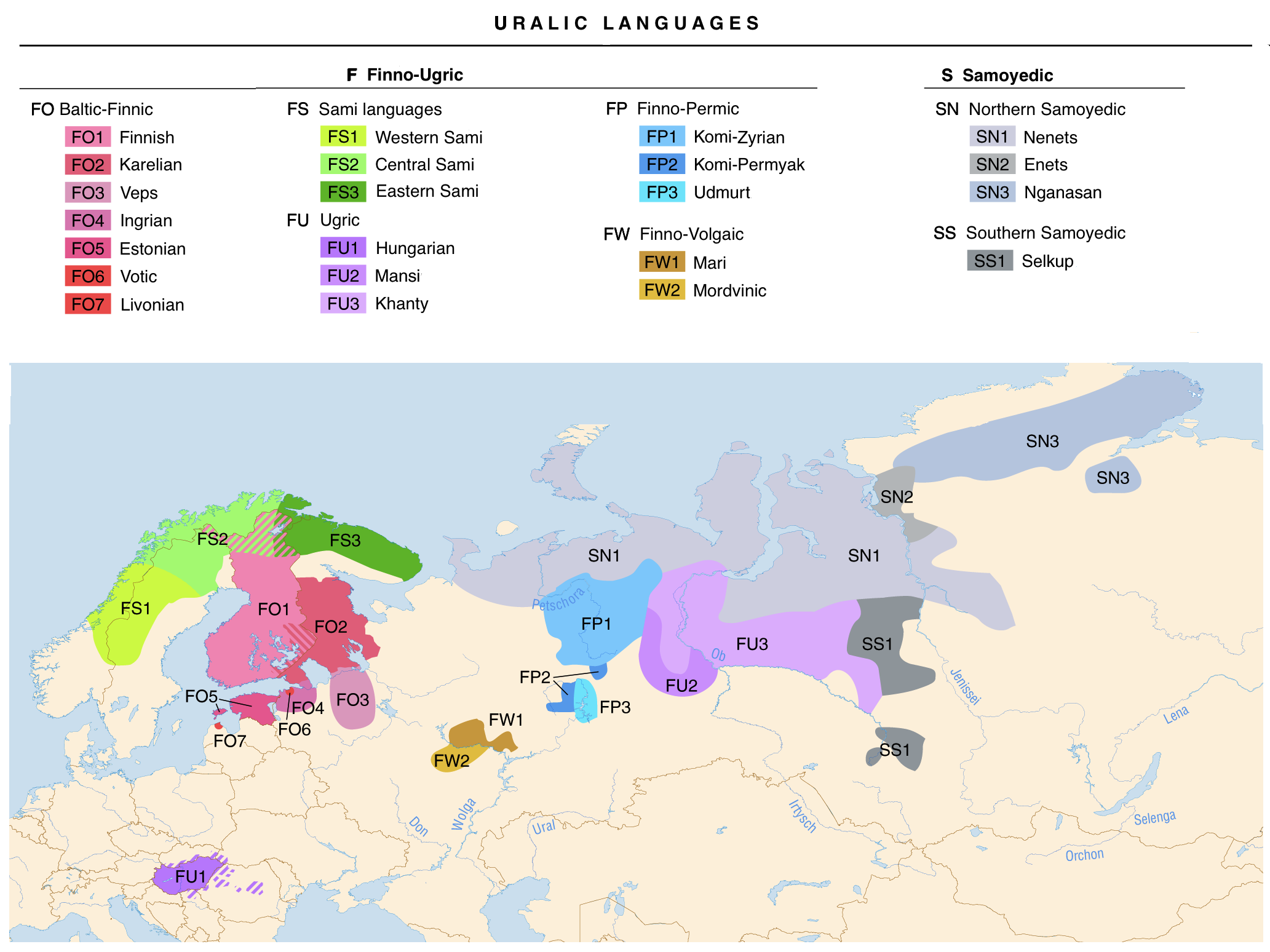
Mapa das línguas urálicas (em verde o ramo lapão)

|                    | Olho   | Seis     | Ir     | Gelo   |
| ------------------ | ------ | -------- | ------ | ------ |
| Lapão setentrional | čalbmi | guhtta   | mannat | jiekŋa |
| Finlandês          | silmä  | kuute    | men    | jää    |
| Estoniano          | silm   | kuut     | min    | jää    |
| Mári               | šinča  | kut      | mija   | ij     |
| Cómi               | śin    | kvajt    | mun    | ji     |
| Khanty             | sem    | kut      | mən    | jöŋk   |
| Húngaro            | szem   | hat      | men    | jég    |
| Nenets             | sew    | -        | min    | -      |
| Proto-Urálico      | *silmä | *kut(t)e | *mene  | *jäŋe  |

### Lapão setentrional nas línguas lapãs

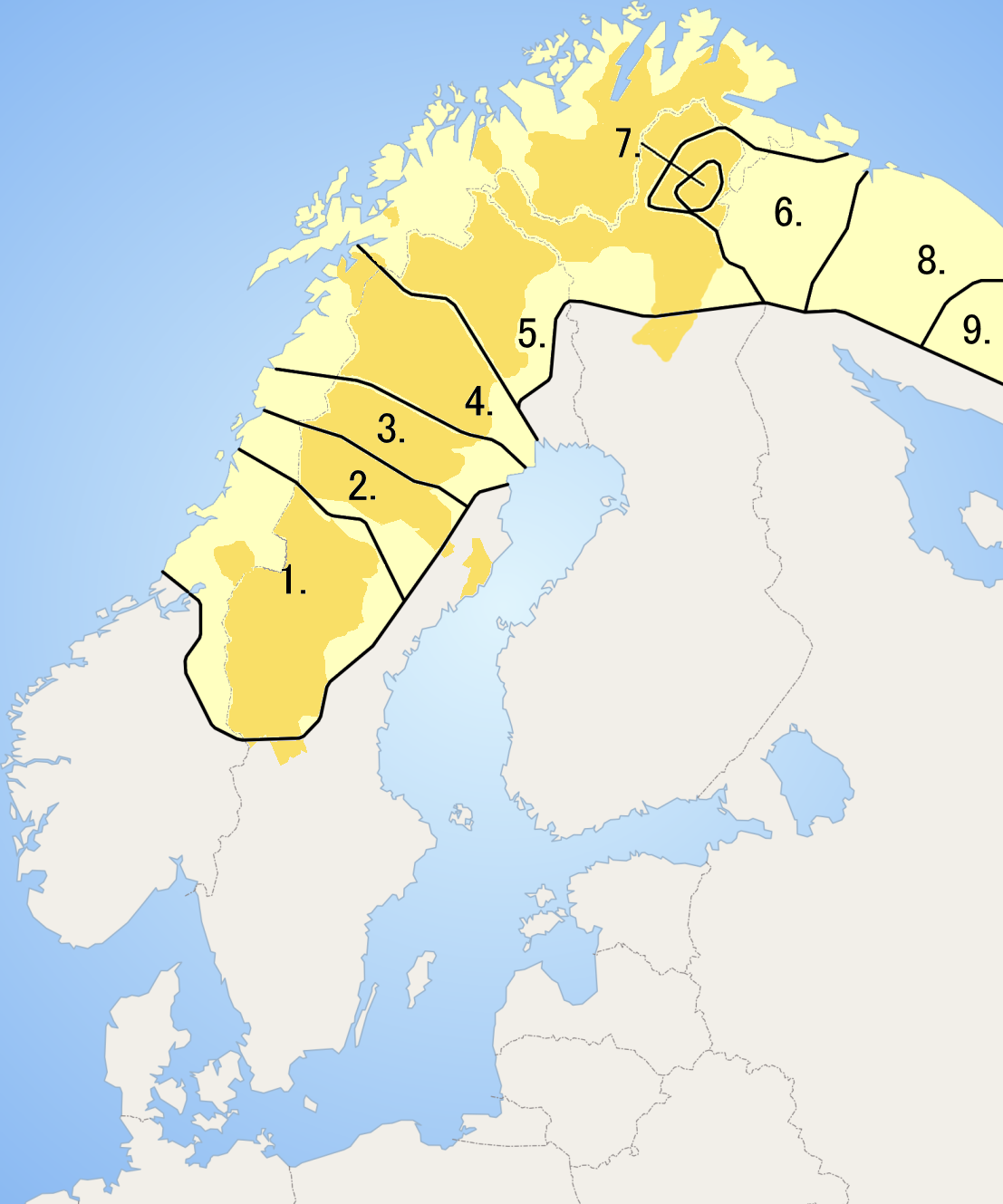
Mapa da distribuição das Línguas lapãs (1. Meridional; 2. Ume; 3. Pite; 4. Lule; 5. Setentrional; 6. Skolt; 7. Inari; 8. Kildin; 9. Ter)

A família lapã ou sámi possui 9 línguas vivas (os lapões meridional, de Ume, de Pite, de Lule, setentrional, de Inari, escolta, de Quildim e de Ter), além de dois já extintos (os lapões de Acala e de Quemi). O lapão setentrional pertence ao ramo ocidental dessa família, sendo os lapões de Lule e Pite os idiomas mais próximos a ele.
Apesar de pertencerem ao mesmo subgrupo linguístico, as línguas lapãs variam grandemente entre si, sendo a inteligibilidade mútua bastante limitada. Línguas próximas (como o meridional e o de Ume) tendem a ser mais semelhantes entre si. Existe um distanciamento linguistico que coincide com um eixo geográfico Oeste-Este, resultando assim uma ininteligibilidade quase completa entre por exemplo sámi meridional e  Ter.
|              | Pássaro | Água     | Árvore | Seco (Atr.) | Vir      |
| ------------ | ------- | -------- | ------ | ----------- | -------- |
| Meridional   | ledtie  | tjaetsie | moere  | gejhkie     | båetedh  |
| Ume          | låddie  | tjáhtjie | muarra | gåjkies     | båhtiet  |
| Pite         | lådde   | tjáhtse  | muorra | gåjkes      | båhtet   |
| Lule         | lådde   | tjáhtje  | muorra | gåjkes      | boahtet  |
| Setentrional | loddi   | čáhci    | muorra | goikkis     | boahtit  |
| Inari        | lodde   | čääci    | muorâ  | koškes      | puáttiđ  |
| Skolt        | lå’dd   | čää’cc   | muõrr  | kåå’šǩes    | pue’tted |
| Kildin       | лоаннѣт | чāдць    | мӯрр   | коашькэсь   | пуэдтӭ   |
| Ter          | лонньт  | чадце    | мырр   | кошькэсь    | пыэдтэд  |

## História

### História Antiga
O lapão setentrional é falado acima do Círculo Polar Ártico há mais de mil anos. Apesar de se saber pouco sobre os primeiros lapões, deduz-se que eles já haviam chegado ao sudoeste da atual Finlândia por volta do Ano 0. Desde que se separaram das outras tribos urálicas, ainda na região dos Urais, os lapões rumaram ao noroeste, atingindo a Fino-Escandinávia e aí se estabelecendo.

### História Escrita
Registros escritos em lapão setentrional são relativamente recentes, a começar com a atividade missionária na região durante o século XVII. O primeiro livro em lapão setentrional é uma coleção de orações e confissões publicada em 1638, intitulada Swenske och lappeske ABC-book (O ABC sueco e lapão). Em 1648, o padre sueco Johan Tornaeus (1605-1691) publica o Manuale Lapponicum, contendo textos religiosos escritos numa língua primariamente baseada nas variedades suecas de lapônico setentrional.
A língua lapônica setentrional começou a ganhar importância acadêmica por volta desse período, sendo a primeira gramática lapão setentrional escrita pelo padre e linguista norueguês Knut Leem (1696-1774) e publicada em 1748. Os primeiros dicionários, então, foram lançados em 1756 e 1768. Um contemporâneo de Knut Leem foi Andres Porsanger (1735-1780), o primeiro lapão a receber ensino superior; ele assistiu Leem em suas pesquisas e traduziu partes da bíblia para lapão setentrional. Infelizmente, a maior parte de seu trabalho foi perdida.
Nesse mesmo período, o padre sueco Per Fjellström (1697-1764) tentou criar uma ortografia comum a todas as línguas lapãs faladas na Suécia, baseando-se principalmente no lapão meridional, mas incorporando elementos do lapão setentrional. Essa variedade foi utilizada na Suécia durante os séculos XVIII e XIX.
Na década de 1820, o linguista dinamarquês Rasmus Rask (1787-1842) propôs um sistema ortográfico para o lapão setentrional que incluía, pela primeira vez, o uso de consoantes especiais para os sons particulares da língua. Seu trabalho foi publicado em 1832, influenciado, também, pela gramática de Leem. Rask ainda colaborou com o padre norueguês Nils Vibe Stockfleth (1787-1866), o qual efetivou o uso do sistema de Rask nas publicações em lapão setentrional, incluindo o Catecismo Menor de Lutero em 1837), o Novo Testamento e uma gramática em 1840, um dicionário norueguês-lapão setentrional em 1851 e o postil de Lutero em 1857.
Porém, a primeira tradução completa da bíblia para o lapão setentrional ocorreu somente em 1895. Esse trabalho só foi possível graças ao linguista norueguês Jean Andreas Friis (1821-96), professor de lapão e finlandês na então Universidade de Cristiânia (atual Universidade de Oslo), pioneiro no estudo acadêmico da língua lapã. Friis contribuiu com a publicação de uma gramática lapã em 1856, de um dicionário em 1887, de uma antologia da mitologia lapã em 1871 e de um romance sobre os lapões chamado Lajla em 1881.
Outra figura importante da história literária lapã desse período foi Lars Jacobsen Hætta (1834-96), um criador de renas lapãs que serviu como consultante linguístico de Friis, colaborando na tradução da bíblia de 1895.

## Etimologia
A etimologia da palavra Sámi é incerta, mas uma etimologia comum com Suomi (‘Finlândia’, em finlandês) e com Häme (província finlandesa) já foi sugerida (do proto-fínico *hämä, antigo *šämä, provavelmente importado ao proto-sámi como *sāmē), cuja fonte pode ser a palavra proto-báltica *źemē, significando ‘planície’, ‘terra baixa’.
Os povos sámi foram desconhecidos pelos grupos indo-europeus até ao final da Idade Antiga, e, por esse motivo, uma terminologia para os sámi tardou para ser definida. Somente no século V, quando os primeiros nórdicos antigos se adentraram pela Escandinávia, ocorreu o primeiro contato entre sámis e germânicos. A partir desse momento, os nórdicos começaram a se referir aos sámi como Lerpp, um vocábulo do nórdico antigo que, literalmente, significa "trapo", "remendo".

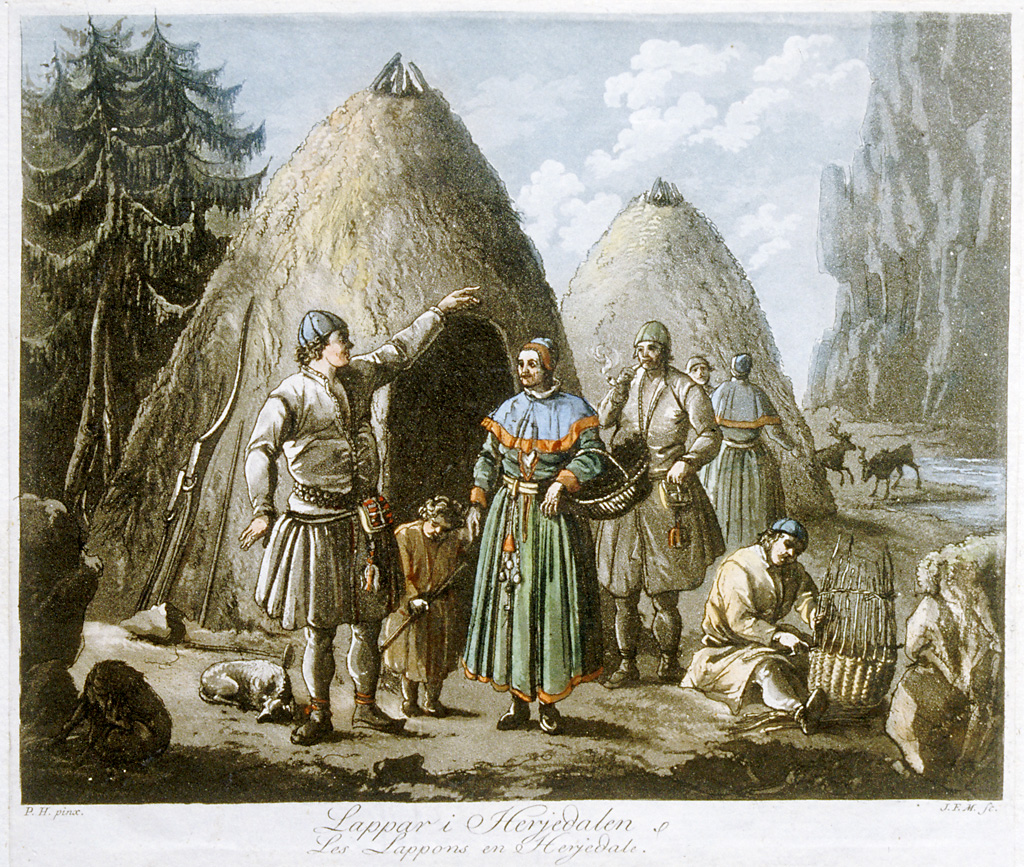
Povo sámi em Härjedalen, Suécia

Com a edificação dos reinos da Noruega, da Suécia e da Dinamarca na Alta Idade Média, iniciou-se a conquista do norte da Escandinávia. Nesse processo, os povos indígenas foram subjugados e inferiorizados. Por isso, Lerpp, e seu posterior derivado Lapp, ganhou nova conotação, dessa vez mais negativa, sendo sinônimo de "incivilizado", "selvagem".
No século XIX, políticas de assimilação cultural foram impostas ao sámi, o que proibia o uso de sua língua nativa e desestimulava todos os aspectos da cultura indígena. "Várias gerações sámis foram levadas a acreditar que sua fala e sua cultura eram algo vergonhoso, algo que não deveria ser mantido vivo", como apontou a primeira-ministra da Noruega, Erna Solberg.
Por conta dessa dominação, os sámis foram apresentados ao restante do mundo pelos países escandinavos; assim, as outras línguas adotaram a raiz Lapp para formar os vocábulos de designação dos povos sámis (como ocorre no português, para os termos lapão e lapônico). Lapônia (pt-PT: Lapónia), por sua vez, refere-se à "terra dos lapões".
Porém, com a ascensão dos movimentos políticos e sociais indígenas nos países nórdicos no início dos anos 1900, o uso do termo lapão foi amplamente questionado e posto em desuso, pois, além de ser um exônimo, carrega em sua semântica os séculos de opressão vividos pelos indígenas escandinavos.
Hoje, o termo Lapp é praticamente inexistente nos países nórdicos, sendo considerado extremamente pejorativo. A adoção dos endônimos sámi, sami ou saami, por sua vez, é reflexo da luta desses povos por reconhecimento e respeito nas sociedades da Escandinávia. Os nativos sámis sugerem o uso de sámi para designar seu povo indígena e de sápmi para se refeir à sua terra nativa.

## Distribuição geográfica

### Estatuto oficial
As línguas lapãs possuem reconhecimento em certas regiões dos países nórdicos. Na Noruega, a Constituição garante o direito de os lapões preservarem e desenvolverem suas línguas; ademais, a Lei da Língua Lapã de 1990 tornou o lapão uma língua oficial em dez municipalidades, localizadas em seis condados.
Na Suécia, o lapão foi reconhecido como língua minoritária em 2000. Além disso, a lei sobre minorias nacionais de 2009 garante aos lapões o direito de receber atendimento a crianças e idosos em lapão e assegura o uso de sua língua no tratamento com autoridades em 19 municipalidades.
Porém, a lei desses países não distingue as línguas lapãs, assumindo a variedade setentrional como prioritária.
Na Finlândia, a Lei da Língua Lapã de 1992, revisada em 2002, garante o direito de as crianças lapãs terem educação em sua língua e assegura o poder de usar a língua lapã na administração de quatro municipalidades. A Constituição finlandesa se refere somente às línguas lapãs Setentrional, Inari e Skolt.
Na Rússia, as línguas lapãs não possuem nenhum tipo de reconhecimento, recebendo pouca ou nenhuma atenção do governo.

## Dialetos
O lapão setentrional moderno, falado centralmente no condado norueguês de Finnmark, possui aproximadamente 20 mil falantes nativos, em territórios da Noruega (12 a 13 mil falantes), da Suécia (5 a 6 mil falantes) e da Finlândia (2 mil falantes).
A língua lapônica setentrional é dividida em duas áreas dialetais: a Ocidental, centrada na cidade de Kautokeino, em Finnmark, e abrangendo as municipalidades de Alta, Enontekiö, Sodankylä e Inari; e a Oriental, centrada na cidade de Karasjok, em Finnmark, e abrangendo as municipalidades de Porsanger, Tana, Utsjoki, e Inari. Ademais, podem-se distinguir menores grupos dialetais: dentro do Ocidental, há o Torne (centrado em Kiruna, Karesuando, e Jukkasjärvi na Suécia), e ao longo da costa se encontra o lapão marítimo.
O lapão setentrional padrão é baseado principalmente no dialeto Ocidental, ainda que com algumas incorporações do Oriental.

### Dialeto de Torne
O dialeto de Torne apresenta algumas características, como:
- ausência do fonema š (/ʃ/)
- preferência do c (/ts/) em palavras que, no dialeto padrão, seriam escritas com č (/tʃ/)
- preferência do z (/dz/) em palavras que, no dialeto padrão, seriam escritas com ž (/dʒ/)
- uso do sufixo -n em vez de -s para o locativo singular
- uso do final -o em vez de -u na conjugação da 3a pessoa do singular no presente

### Dialeto Marítimo
O dialeto Marítimo apresenta algumas características, como:
- substituição de encontros consonantais -pm-, -tn-, -kŋ-, e -dg- pelos nasais e semivogais -mm-, -nn-, -ŋŋ- e -jj-
- uso do sufixo -st em vez de -s para o locativo singular

### Dialeto Ocidental
O dialeto Ocidental apresenta algumas características, como:
- substituição frequente de ŋ (/ŋ/) por nj (/ɲ/)
- pronúncia de ŧ (/θ/) como s (/s/)

### Dialeto Oriental
O dialeto Oriental apresenta algumas características, como:
- pronúncia de ea (/eæ/), como ie (/ie/)
- pronúncia de oa (/oɑ/) como uo (/uo/ ou /ua/)
- pronúncia de uo (/uo/) como ue (/ue/)
- pronúncia de á (/aː/) como æ (/æ/)
- omissão do g (/g/) entre vogais
- pronúncia de b (/p/) como v (/v/)
- diferença de vocabulário: ‘Segunda-feira’, mánnodat no Ocidental e vuossárga no Oriental; ‘Terça-feira’, disdat no Ocidental e maŋŋebárga no Oriental

- diversas diferenças gramaticais

## Fonologia
A fonologia do lapão setentrional é relativamente complexa. Há uma disposição fonética muito grande, contrastando muitas consoantes e vogais. Ademais, diversos processos fonológicos ocorrem constante e simultaneamente.

### Vogais
O inventário vocálico do lapão setentrional varia bastante dependendo do dialeto. Ao passo que o Ocidental apresenta 5 sons vocálicos, o Oriental possui 7. São estas as vogais em lapão setentrional Ocidental:
|             | Vogais Curtas | Vogais Curtas | Vogais Longas | Vogais Longas | Ditongos | Ditongos  | Ascendentes | Ascendentes |
|             | Anterior      | Posterior     | Anterior      | Posterior     | Anterior | Posterior | Anterior    | Posterior   |
| ----------- | ------------- | ------------- | ------------- | ------------- | -------- | --------- | ----------- | ----------- |
| Fechada     | i             | u             | iː            | uː            | ie̯       | uo̯        | i̯e          | u̯o          |
| Semifechada | e             | o             | eː            | oː            | ea̯       | oɑ̯        | e̯a          | o̯ɑ          |
| Semiaberta  | æ             |               | æː            |               |          |           |             |             |
| Aberta      | a             | ɒ             | aː            | ɒː            |          |           | aˑ          | aˑ          |

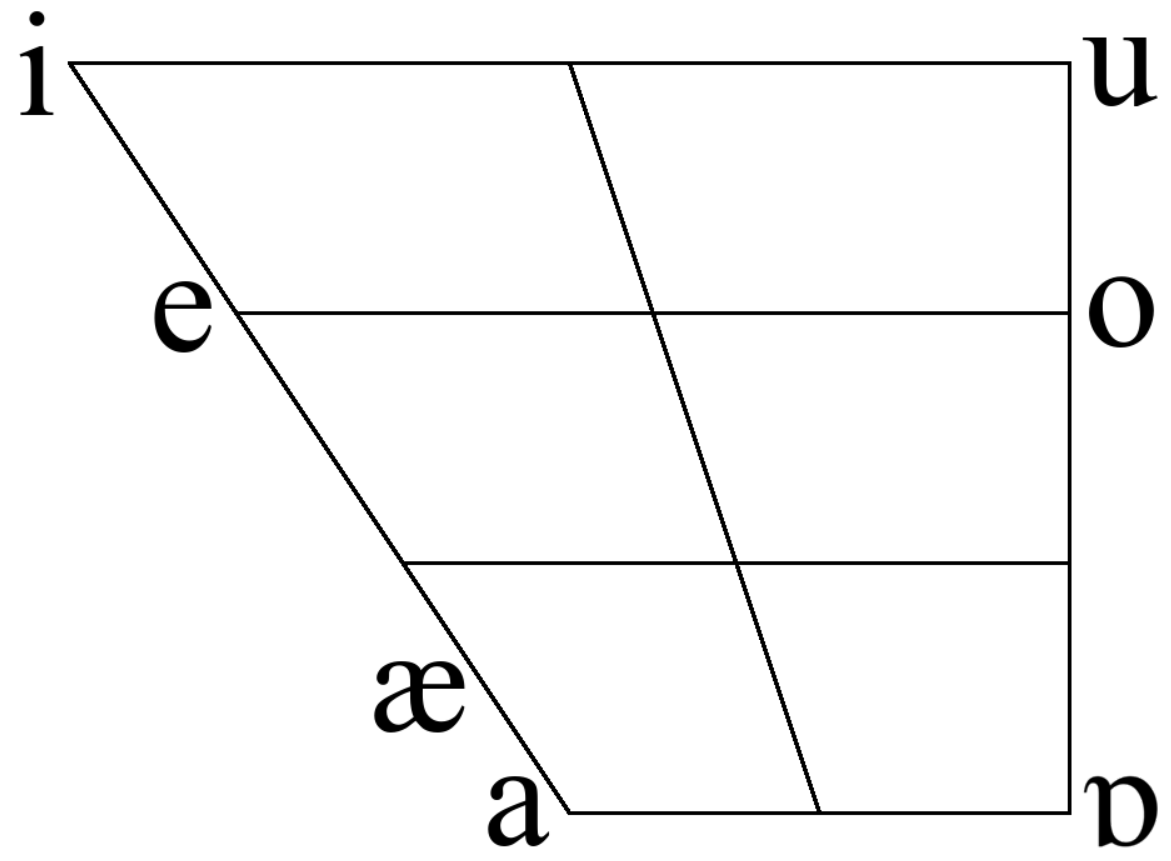
Gráfico fonético do lapão setentrional nos moldes do IPA

As vogais /æ/ e /ɒ/, assim como suas versões longas, só ocorrem no dialeto Oriental.
A letra á tem pronúncia diferente de acordo com o dialeto, correspondendo a /a/ ou /aː/ no Ocidental e a /æ/ no Oriental. Exemplo:
- láibi /lajpi/ no Ocidental e /læjpi/ no Oriental;

A letra i, acompanhada de vogal, assume papel da consoante /j/. Exemplo:
- láibi /lajpi/ (pão);

No meio de um encontro consonantal começado por đ, l ou r, um ə epentético aparece. Exemplo:
- golbma /koləpma/ (árvore);

Os ditongos são normalmente reduzidos à forma longa de sua primeira vogal em dois casos:
1. quando seguidos por ii ou ui. Exemplo:
  - giehta (mão) → gihtii (para a mão)
2. quando seguidos por um e que veio de um i ou por um o que veio de um u. Exemplo:
  - vuolgit (sair) → vulge (saíram)
  - goarrut (costurar) → gorro (costuraram)

### Consoantes
O inventário consonantal do lapão setentrional é bem variado, contrastando diversos sons vozeados e desvozeados. Alguns estudos também consideram paradas pré-aspiradas e africadas, mas a maioria as define somente como encontros consonantais. Estas são as consoantes em lapão setentrional:
|                      | Bilabial | Labiodental | Dental | Alveolar | Pós-Aoveolar | Palatal | Velar | Glotal |
| -------------------- | -------- | ----------- | ------ | -------- | ------------ | ------- | ----- | ------ |
| Plosiva              | p b      |             |        | t d      |              | c ɟ     | k g   |        |
| Plosiva pós-aspirada | pʰ       |             |        | tʰ       |              |         | kʰ    |        |
| Africada             |          |             |        | t͡s d͡z    | t͡ʃ d͡ʒ        |         |       |        |
| Nasal                | m̥ m      |             |        | n̥ n      |              | ɲ       | ŋ̊ ŋ   |        |
| Vibrante             |          |             |        | r̥ r      |              |         |       |        |
| Fricativa            |          | f v         | θ ð    | s        | ʃ            |         | ɣ     | h      |
| Aproximante          |          | ʋ           |        |          |              | j̥ j     |       |        |
| Lateral              |          |             |        | l̥ l      |              | ʎ       |       |        |

#### Fenômenos Gerais
As consoantes na língua lapônica setentrional sofrem vários fenômenos fonéticos, como os listados abaixo.
As paradas aspiradas p, t e k só ocorrem no início, majoritariamente restritas a empréstimos recentes escandinavos, como:
- poasta /p’ŏăsta/ (correio)
- teaksta /t’ĕăksta/ (texto)
- kánske /k’änske/ (talvez)

A letra h aparece normalmente antes de k, t, p, c e č indicando pré-aspiração. Antes de consoantes dobradas, o h é duplamente pronunciado e a outra consoante, unicamente.
- áhkku /aʰʰku/ (avó);
- bohccot /poʰʰtsoʰt/ (renas);

A diferença entre [b, d, g, z e ž] e [p, t, k, c, e č] é que estas letras são acompanhadas de pré-aspiração não indicada: em encontros consonantais; depois de i; e em palavras terminadas em t.
- álgit /aləkit/ (começar); → sem pré-aspiração
- mielki /mieləhki/ (leite); → com pré-aspiração

A dobragem das paradas b, g, e d e das africadas z e ž faz com que a primeira letra do encontro seja vozeada.
- oabbá /oabpa/ (irmã);
- vázzit /vad͡zt͡sht/ (andar);

As paradas k, p e t, se precedidas de sibilante ou por outra parada, não possuem pré-aspiração.
- astat /astaht/ (ter tempo);
- luokta /luokta/ (baía);

A letra v soa como /w/ antes de: u; e de consoantes vozeadas.
- vuordit /wuorətiht/ (esperar);
- guovža /kouwtʃa/ (urso);

A pós-aspiração (pronúncia de um h após uma letra) não indicada pode ocorrer.
- okta /okhta/ (um);
- čakča /tʃakhtʃa/ (outono);

A letra t, ao final de uma palavra do meio da frase, é pronunciada como /h/.
- mannat ruoktot /mannah ruokhtoht/ (ir para casa);

As combinações dj, lj e nj são pronunciadas palatalizadamente (com um j inerente): /dj/ /lj/ e /nj/ respectivamente.
Dobragem consonantal: Todas as consoantes podem ser dobradas em lapão setentrional, sendo escritas com dois caracteres.
- geassi /keæssi/ (verão)

Algumas consoantes podem ser triplicadas também, mas são escritas como duplas.
- guossi /kuosssi/ (convidado)

#### Alteração de Consoantes Marginais
As palavras do lapão setentrional só terminam com as consoantes l, n, r, s, š e t (além do término id no plural acusativo). Contudo, as flexões dessas palavras podem apresentar outra consoante:
- eallin → eallima (vida)

| Final         | -n  | -š  | -t  | -t  | -t  | -t  |
| Outra posição | -m- | -ž- | -b- | -d- | -g- | -h- |

As palavras nunca terminam em consoante dupla. Assim, apenas a primeira consoante aparece no final da palavra. E nas formas flexionadas, a combinação consonantal original reaparece:
- in ráhkus → ráhkistit (não amo → amar)

| Final         | -l   | -r   | -s   | -s   | -š   | -š   |
| Outra posição | -ld- | -rs- | -ss- | -st- | -šš- | -št- |

E o final š pode virar čč numa outra posição:
- sápmelaš → sápmelačča (lapão)

### Sílabas
As sílabas podem ser formadas de 15 formas diferentes em lapão setentrional (C = Consoante e V = Vogal):
| Composição | Exemplo       | Tradução                  |
| ---------- | ------------- | ------------------------- |
| CV         | go            | (partícula interrogativa) |
| VC         | ik-te         | ontem                     |
| VCC        | olg-gos       | em direção a fora         |
| VVC        | ean           | não (1a pessoa dual)      |
| VVCC       | oahp-pi       | pupila                    |
| VVV        | eai           | não (3a pessoa plural)    |
| CVV        | lea           | é                         |
| CVVV       | moai          | nós (dual)                |
| CVC        | mán-na        | criança                   |
| CVVC       | giel-la       | língua                    |
| CVCC       | guht-ta       | seis                      |
| CCVC       | spáb-ba       | bola                      |
| CVVCC      | meahc-ci      | selva                     |
| CCVCC      | smáhk-ka      | sabor                     |
| CCVVCC     | spoahk-ka-lit | bater uma vez             |

### Prosódia
A tonicidade no lapão setentrional ocorre de forma não-fonêmica, isto é, ela é determinada por regras quase sempre fixas e pode ser facilmente deduzida. Em lapão setentrional, a primeira sílaba sempre carrega o primeiro estresse, e a última só é forte se a palavra for monossilábica. Como na maioria das línguas lapãs, a tonicidade é trocaica, ocorrendo um padrão alternado de sílabas tônicas e átonas. Dessa forma, são possíveis alguns padrões:
1. sílaba única: tônica
  - go (partícula interrogativa)
  - lea (é)
2. número par de sílabas: a primeira é tônica, e as seguintes alternam-se entre átonas e tônicas
  - guht-ta (seis)
  - jea-ral-da-gat (perguntas)
3. número ímpar de sílabas: a primeira é tônica, e as seguintes alternam-se entre átonas e tônicas; porém, a última sempre será átona  
  - spoahk-ka-lit (bater uma vez)
  - sá-gas-tit (papear)

Com tais padrões, têm-se estas sequências possíveis (T = sílaba tônica e _ = sílaba átona):
- T
- T _
- T _ _
- T _ T _
- T _ T _ _
- T _ T _ T _

Em palavras compostas, a tonicidade de cada raiz é mantida; assim, pode haver a quebra dos padrões postulados anteriormente, como a ocorrência de duas sílabas tônicas ou de duas átonas seguidas. Por isso, a entonação possui um caráter lexical muito importante, diferenciando palavras simples de compostas.
- boa-zo-doal-lu (criação de renas)

O mesmo ocorre com sufixos derivacionais, em que a tonicidade de cada elemento é mantida.
- ve-jo-laš-vuoh-ta (professor)

Palavras como preposições, posposições, conjunções e partículas tendem a ser átonas, constituindo uma exceção à regra das palavras monossilábicas.
Frases de afirmação e perguntas possuem entonação descendente.

## Gradação Consonantal
A Gradação Consonantal é talvez o processo fonético mais importante da língua lapônica setentrional. Além de mudar grafias e pronúncias, esse fenômeno rege várias declinações e regras gramaticais. Esse processo pode ser descrito como a alteração de pares de consoantes em formas flexionadas, seguindo certos padrões. Na forma de dicionário, as palavras apresentam seu grau natural; na maioria das flexões, seu grau derivado. É um sistema complexo, especialmente quando comparado a outras línguas urálicas.
As combinações de consoantes tinham, originalmente, somente dois graus: o fraco e o forte. Este aparecia quando a sílaba posterior à consoante era aberta, enquanto aquele aparecia quando era fechada. Mas com a perda de certas letras ao longo do tempo, a gradação consonantal tornou-se menos intuitiva. Ademais, outras mudanças fizeram com que fosse necessário o alongamento compensatório de certas consoantes, gerando um terceiro grau: o extraforte.

### Tipos de Gradação
Os graus são comumente chamados de quantidades, numeradas de I a III. A quantidade I é o grau fraco; a quantidade II, o grau forte; e a quantidade III, o grau extraforte. Apesar de haver mais de 175 tipos diferentes de gradação, esses processos são agrupados em dois grandes tipos:
- Gradação III → II (do extraforte para o forte)
- Gradação II → I (do forte para o fraco)

Ainda é possível que ocorra o fortalecimento de consoantes, um processo recorrente em certas formas nominais e no imperativo, quando uma raiz II torna-se III (normalmente dobrando-se a última letra).
Eis um exemplo de gradação consonantal entre substantivos:
| Quantidade III    | Quantidade II    | Quantidade I | Tradução                    |
| ----------------- | ---------------- | ------------ | --------------------------- |
| áhčči             | áhči             |              | Pai (SG.NOM / SG.GEN)       |
|                   | geahči           | geaži        | Fim (SG.NOM / SG.GEN)       |
| guossi (triplo s) | guossi (duplo s) |              | Convidado (SG.NOM / SG.GEN) |
|                   | geassi           | geasi        | Verão ( SG.NOM / SG.GEN)    |

## Ortografia

### Alfabeto
O lapão setentrional utiliza um alfabeto latino adaptado para a sua escrita. Revisado pela última vez em 1985, o alfabeto contém 29 letras, sendo 7 dessas caracteres especiais para a representação de sons específicos da língua.
| Letra | Nome | Fonema                       | Aproximação com o português |
| ----- | ---- | ---------------------------- | --------------------------- |
| A a   | a    | /a/                          | arte                        |
| Á á   | á    | /aː/, /a/                    | capa (vogal longa)          |
| B b   | be   | /p/, /b/                     | pato                        |
| C c   | ce   | /ts/, /hts/                  | tsunami                     |
| Č č   | če   | /tʃ/, /htʃ/                  | tchau                       |
| D d   | de   | /t/, /d/, /ð/                | torta                       |
| Đ đ   | đe   | /ð/                          | this (em inglês)            |
| E e   | e    | /e/, /eː/                    | leite                       |
| F f   | áf   | /f/                          | faca                        |
| G g   | ge   | /k/, /ɡ/                     | coroa                       |
| H h   | ho   | /h/                          | hat (em inglês)             |
| I i   | i    | /i/, /iː/, /j/               | pipa                        |
| J j   | je   | /j/                          | yes (em inglês)             |
| K k   | ko   | /k/, /hk/, /kʰ/              | coroa                       |
| L l   | ál   | /l/                          | lápis                       |
| M m   | ám   | /m/                          | mãe                         |
| N n   | án   | /n/                          | não                         |
| Ŋ ŋ   | áŋ   | /ŋ/                          | sing (em inglês)            |
| O o   | o    | /o/, /oː/                    | ônibus                      |
| P p   | pe   | /p/, /hp/, /pʰ/              | pato                        |
| R r   | ár   | /r/                          | cara                        |
| S s   | ás   | /s/                          | selo                        |
| Š š   | áš   | /ʃ/                          | xícara                      |
| T t   | te   | /t/, /ht/, /tʰ/, /h(t)/, /θ/ | tatu                        |
| Ŧ ŧ   | ŧe   | /θ/                          | think (em inglês)           |
| U u   | u    | /u/, /uː/                    | urna                        |
| V v   | ve   | /v/                          | vela                        |
| Z z   | ez   | /t͡s/, /d͡z/                   | tsunami                     |
| Ž ž   | ež   | /t͡ʃ/, /d͡ʒ/                   | tchau                       |

Há ainda a presença de 4 ditongos:
| Ditongo | Ditongo | Fonema | Aproximação com o português |
| ------- | ------- | ------ | --------------------------- |
| ea      | ea      | /eæ/   | ∅                           |
| ie      | ie      | /ie/   | Caiena                      |
| oa      | oa      | /oa/   | boa                         |
| uo      | uo      | /uo/   | quociente                   |

### Sistematização Recente da Grafia Lapã
Ao longo do século XX, diversas ortografias foram criadas para tentar padronizar a escrita do lapão setentrional na Noruega, na Suécia e na Finlândia. Nesse século, cinco principais ortografias foram utilizadas:

#### Ortografia de Friis
A primeira ortografia moderna amplamente difundida na Noruega foi a lançada por Friis; ela foi utilizada no primeiro jornal lapão, Saǥai Muittalægje (1904-11), e na Nuorttanaste, uma publicação religiosa primeiramente impressa em 1898 (e ainda publicada hoje).
Subsequentemente, o linguista norueguês Just Qvigstad (1853-1957) desenvolveu uma ortografia modificada incluindo o uso do apóstrofo para indicar os graus forte e extraforte das consoantes, como oap’pat (aprender) versus a grafia atual oahppat. Eis o alfabeto lapão setentrional proposto por Friis:

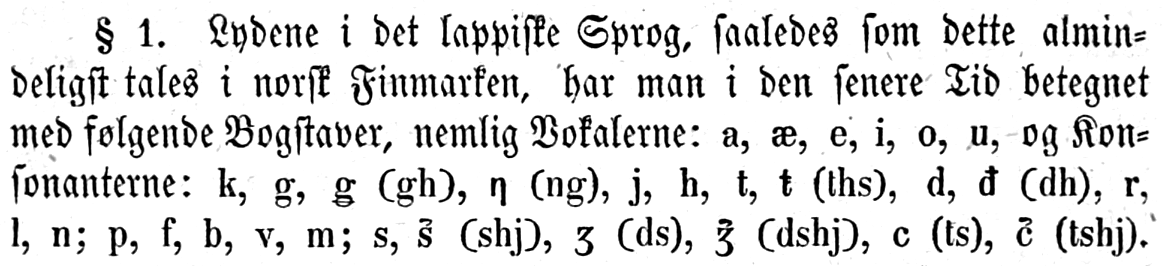
Ortografia de Friis em sua gramática

#### Ortografia de Nielsen
Nos anos 1920, um outro linguista norueguês, Konrad Nielsen (1875-1953), desenvolveu uma nova ortografia, incorporando o sistema de apóstrofos de Qvigstad para garantir maior correspondência entre os sons e grafemas do lapão setentrional. Sua principal mudança foi a nova organização vocálica da língua. Nielsen publicou um livro didático de lapônico setentrional em três volumes, intitulado Lærebok i lappisk ‘Livro didático de lapão’ (1926-9) e um dicionário de cinco volumes, Lappisk ordbook, ‘Dicionário lapão’ (1932-62), todos usando sua ortografia.
| Vogais na Ortografia de Nielsen    | a | â | e | i | o | u | æ  |
| Ortografia de 79 (sílabas pares)   | á | a | e | i | o | u | ea |
| Ortografia de 79 (sílabas ímpares) | a | â | i | e | u | i | ea |

#### Ortografia de Bergsland-Ruong
Na Suécia, os trabalhos ortográficos na primeira metade do século XX focaram mais nas línguas lapãs Meridional, Ume e Lule do que no lapão setentrional. Em 1948, ocorreu uma reforma iniciada pelo linguista norueguês Knut Bergsland (1914-98) e o linguista (lapão de Pite) sueco Israel Ruong (1903-86). A chamada ortografia de Bergsland-Ruong foi baseada no dialeto de Kautokeino e permaneceu em uso nas escolas lapãs norueguesas e suecas até 1979.

#### Ortografia de Ravila
Enquanto isso, na Finlândia, a ortografia para o lapão setentrional foi desenvolvida nos anos 1930s pelo linguista finlandês Paavo Ravila (1902-74); essa, baseada nos dialetos orientais do lapão setentrional, foi modificada nos anos 1950 por outro linguista finlandês, Erkki Itkonen (1913-92). Essas ortografias finlandesas diferenciavam-se das norueguesa e sueca: pela falta das consoantes b, g e d, sendo essas escritas como p, k e t (por influência da língua finlandesa); e pela ausência do apóstrofo e da letra å.

#### Ortografia de 1979
O maior marco para a história ortográfica do lapão setentrional ocorreu em 1979, com a adoção de um sistema de escrita unificado a ser utilizado na Noruega, na Suécia e na Finlândia. A nova ortografia foi aprovada pelo Conselho Nórdico Lapão e rapidamente substituiu todas as antigas escritas do lapão setentrional. Passou ainda por leves reformas em 1985, e continua a servir até hoje como a ortografia padrão para o lapão setentrional em todos os países Nórdicos. Foi este o alfabeto aprovado em 1979:
| А а | Á a | B b | C c | Č č | D d |
| Đ đ | E e | F f | G g | H h | I i |
| J j | K k | L l | M m | N n | Ŋ ŋ |
| O o | P p | R r | S s | Š š | T t |
| Ŧ ŧ | U u | V v | Z z | Ž ž |     |
| --- | --- | --- | --- | --- | --- |

## Gramática
A gramática lapão setentrional possui muitas características comuns às línguas urálicas, como a aglutinação, a extrema flexão de palavras e a presença de declinações. O lapão setentrional é uma língua muito flexiva, o que faz com que palavras sejam não só transformadas com o acréscimo de afixos, mas também com mudanças em sua raiz - como ocorre na gradação consonantal.

### Casos Gramaticais
O lapão setentrional apresenta sete casos gramaticais: o Nominativo, o Acusativo, o Genitivo, o Ilativo, o Locativo, o Comitativo e o Essivo. Contudo, há estudos que consideram os casos acusativo e genitivo um só, dado que as suas declinações são iguais. A classificação dos casos Locativo e Comitativo também gera debate, pois ambos possuem mais de uma função dominante: o locativo também funciona como ablativo, e o comitativo como instrumental.

#### Nominativo
O caso nominativo representa a forma básica do nome, sua “forma de dicionário”. Não apresenta flexão no singular, e os plurais são marcados com -t. Possui duas principais funções:
- Sujeito da oração: Eadni bargá gávppis (A mãe trabalha na loja);
- Predicativo da oração: Sii leat mánat (Eles são crianças).

#### Acusativo
O caso acusativo é a forma dos objetos da oração. Suas terminações variam com o tipo de raiz da palavra (abordados à frente). Possui quatro principais funções:
- Objeto direto da oração: Mun oasttán láibbi (Eu vou comprar pão);
- Indicador de período de tempo: Mun lejden doppe vahku (Eu estava lá por uma semana);
- Indicador de sujeitos de verbos impessoais que denotam estados físicos e emocionais: Mána čaimmaha (A criança quer rir);
- Indicador de objeto implícito em exclamações: Buorre beaivi! (Bom dia!).

#### Genitivo
O caso genitivo é a forma que indica posse. Suas terminações variam com o tipo de raiz da palavra. Possui seis principais funções:
- Indicador de possessor: Helsset lea Suoma oaivegávpot (Helsinque é a capital da Finlândia);
- Usado depois de preposições e antes de posposições: Mari Boine dovdet mientá máilmmi (Mari Boine é conhecida pelo mundo);
- Indicador de sujeito de verbos em formas nominais: Áhči vuoššan gáffe lea buoremus (O café feito por meu pai é o melhor);
- Usado na primeira parte de substantivos compostos: eatnigiella (língua materna);
- Usado em comparações: Billa lea skohtera ođđaseabbo (O carro é mais novo que a moto de neve);
- Destaca um indivíduo quando empregado no plural: Mii mašiinnaid dát lea? (Que máquina é essa?).

#### Ilativo
O caso ilativo indica direção, podendo ser entendido como as preposições “a/ao”, “em direção a”. Suas terminações variam com o tipo de raiz da palavra. Possui seis principais funções:
- Indicador de direção de movimento: Mánná viegai gávpái (A criança correu em direção à loja);
- Indicador de movimentos abstratos: Mun liikon mannat feasttaide (Eu gosto de ir a festas);
- Indicador de objeto dativo: Mun adden beatnagii dávtti (Eu dei um osso ao cão);
- Indicador de propósito: Mun mannen gávpái mielkái (Eu fui à loja por leite [para comprar leite]);
- Indicador de duração e limite temporais: Mun ledjen doppe bearjadahkii (Eu estava lá até sexta-feira);
- Usado em nomes de línguas: Dat lea čállojuvvon sámegillii (Isso está escrito em lapão).

#### Locativo
O caso locativo denota o local a ser expresso; tem, também, sentido ablativo. Suas terminações variam com o tipo de raiz da palavra. Possui oito principais funções:
- Indicador de local, posição: Bussá čohkká stuolus (O gato está sentado na cadeira);
- Indicador de locais mais abstratos: Ii oktge jápmán bárttis (Ninguém morreu no acidente);
- Indicador de movimento para longe: Elle boahtá Suomas (Elle vem da Finlândia);
- Usado na construção habitiva, referindo a uma pessoa ou coisa que possui algo: Nieddas lea ođđa irgi (A menina tem um novo namorado);
- Indicador de: comprimento temporal de uma ação já completa; e ponto de começo duma atividade: On logai olles girji guovtti beaivvis (Ele/a leu o livro inteiro em dois dias);
- Usado em expressões com geardi (tempo, ocasião) e outras unidades: Man ollu buotehat másket kilos? (Quanto a batata custa por quilo?);
- Indicador de material de que algo é feito: Beavdi lea ráhladuvvon muoras (A mesa é feita de madeira);
- Indicador de sentido partitivo: Dušše okta mu skihpáriin bođii festii (Só um dos meus amigos veio à festa).

#### Comitativo
O caso comitativo denota companhia, equivalente à preposição “com”; tem, também, sentido instrumental. Suas terminações variam com o tipo de raiz da palavra. Possui duas principais funções:
- Indicador de companhia: Mun human Elliin (Estou falando com a Elle);
- Indicador de instrumento: Mun in liiko čállit beannain (Eu não gosto de escrever com uma caneta).

#### Essivo
O caso essivo descreve um estado ou uma função, normalmente temporários. Suas terminações variam com o tipo de raiz da palavra. Possui quatro principais funções:
- Descrição de estado ou função: Heaika bargá oahpaheaddjiin Áleaheajus (Heaika está trabalhando como professora em Alta);
- Descrição de mudança de estado ou transformação: Son šattai noaidin (Ele se tornou um xamã);
- Referencia condições naturais e pontos cardeais: Okta oabbá orru davvin ja nubbi lullin (Uma irmã mora no norte e a outra no sul);
- Acompanha  verbos abstratos, como perceber, considerar, acreditar e manter: Doalat go dan čiegusin? (Você vai mantê-lo em segredo?).

### Pronomes
O sistema de pronomes em lapão setentrional consiste em pronomes independentes e em construções pronominais. Pronomes são itens léxicos independentes, como mun (eu), dat (isso), gii (quem); construções pronominais, por sua vez, são locuções consituídas por dois itens léxicos distinstos, mas com significado único, como nubbi nuppi (uns aos outros), mii beare (qualquer seja), gii nu (alguém).
Os pronomes podem ser divididos em inúmeros grupos, como pessoais, possessivos, demonstrativos, interrogativos, relativos, indefinidos, distributivos, reflexivos e recíprocos.
Pronomes pessoais variam em número (singular, dual e plural) e em pessoa (1a, 2a e 3a). Não há nenhuma distinção de gênero ou de inclusão. São eles no nominativo:
|           | Singular  | Dual       | Plural    |
| --------- | --------- | ---------- | --------- |
| 1a Pessoa | mun / mon | moai       | mii       |
| 2a Pessoa | don       | doai       | dii       |
| 3a Pessoa | son / dat | soai / dat | sii / dat |

Apesar de o pronome dat (isso) ser originalmente um pronome demonstrativo, ele é usado com mais frequência na linguagem coloquial, ao passo que son, soai e sii são utilizados em situações mais formais - além de na linguagem literária.
Assim como os substantivos, os pronomes pessoais declinam de acordo com os casos gramaticais:
|            | SINGULAR  | SINGULAR  | SINGULAR  | DUAL      | DUAL      | DUAL      | PLURAL    | PLURAL    | PLURAL    |
| Caso       | 1a Pessoa | 2a Pessoa | 3a Pessoa | 1a Pessoa | 2a Pessoa | 3a Pessoa | 1a Pessoa | 2a Pessoa | 3a Pessoa |
| ---------- | --------- | --------- | --------- | --------- | --------- | --------- | --------- | --------- | --------- |
| Nominativo | mun / mon | don       | son       | moai      | doai      | soai      | mii       | dii       | sii       |
| Acusativo  | mu        | du        | su        | munno     | du        | sudno     | min       | din       | sin       |
| Genitivo   | mu        | du        | su        | munno     | du        | sudno     | min       | din       | sin       |
| Ilativo    | munnje    | dutnje    | sutnje    | munnuide  | dudnuide  | sudnuide  | midjiide  | didjiide  | sidjiide  |
| Locativo   | mus       | dus       | sus       | munnos    | dudnos    | sudnos    | mis       | dis       | sis       |
| Comitativo | muinna    | duinna    | suinna    | munnuin   | dudnuin   | sudnuin   | minguin   | dinguin   | singuin   |
| Essivo     | munin     | dunin     | sunin     | munnon    | dudnon    | sudnon    | minin     | dinin     | sinin     |

1. ↑  Tanto a grafia mun quanto mon são aceitas para a 1a pessoa singular nominativa, variando apenas sua pronúncia.

### Substantivos
Os substantivos em lapão setentrional são classificados em quatro grupos, em que cada um age diferentemente em relação à sua declinação. De modo geral, os nomes são regulares, com duas exceções sendo as palavras almmái (homem, amigo) e olmmoš (pessoa).

#### Substantivos de Raiz Vocálica
Os substantivos de raiz vocálica também são chamados de “substantivos pares” porque, salvo algumas exceções, sempre possuem número par de sílabas. Seu padrão de declinação é:
|            | Singular | Plural |
| ---------- | -------- | ------ |
| Nominativo | -        | -t     |
| Acusativo  | -        | -id    |
| Genitivo   | -        | -id    |
| Ilativo    | -i       | -ide   |
| Locativo   | -s       | -in    |
| Comitativo | -in      | -iguin |
| Essivo     | -n       | -n     |

Ademais, outros processos morfofonológicos ocorrem na declinação desses substantivos:
- Em nomes terminados em -e e -o, a vogal da raiz muda de e→i e de o→u antes de sufixos iniciados por -i;
- No Ilativo singular, há as mudanças de vogais átonas de i→á e de a→i;
- A sequência -ii- numa sílaba átona, depois de ditongo, gera simplificação ditongal;
- No Ilativo singular a sequência -ui- gera uma simplificação ditongal;
- Em raízes tetrassilábicas terminadas em -a, a vogal final some no Nominativo singular. Em decorrência disso, a consoante / encontro consonantal final sofre transformações por causa da regra de término de palavras;
- Alguns nomes terminados em -i possuem um final Nominativo singular excepcional, terminado em -e.

Exemplo de declinação de um substantivo de raiz vocálica:
|            | Singular | Plural    | Tradução        |
| ---------- | -------- | --------- | --------------- |
| Nominativo | guolli   | guolit    | peixe (sujeito) |
| Acusativo  | guoli    | guliid    | peixe (objeto)  |
| Genitivo   | guoli    | guliid    | do peixe        |
| Ilativo    | guollái  | guliide   | ao peixe        |
| Locativo   | guolis   | guliin    | no peixe        |
| Comitativo | guliin   | guliiguin | com o peixe     |
| Essivo     | guollin  | guollin   | como o peixe    |

#### Substantivos de Raiz Consonantal
Os substantivos de raiz consonantal possuem raiz oblíqua terminada em consoante. Por sempre terem número ímpar de sílabas, esses nomes são também denominados “substantivos ímpares”. Em alguns casos, a raiz consonantal é alterada tão fortemente que é difícil de ser reconhecida com a forma de dicionário.
Esses substantivos são ainda subdivididos em dois subgrupos: os que sofrem gradação consonantal e os que não a sofrem. Independentemente de seu subgrupo, esse é o padrão de declinação dos substantivos de raiz consonantal:
|            | Singular | Plural  |
| ---------- | -------- | ------- |
| Nominativo | -        | -at     |
| Acusativo  | -a       | -iid    |
| Genitivo   | -a       | -iid    |
| Ilativo    | -ii      | -iidda  |
| Locativo   | -is      | -iin    |
| Comitativo | -iin     | -iiguin |
| Essivo     | -in      | -in     |

Para esses substantivos, outros processos morfofonológicos podem ocorrer:
- Alterações de vogais átonas, de i→á e de u→o;
- O o resultante dessa última alteração gera simplificação ditongal;
- Alterações de consoantes marginais, onde a consoante final é retirada no grau fraco, mas permanece no grau forte.

Exemplo de declinação dum substantivo de raiz consonantal:
|            | Singular   | Plural        | Tradução               |
| ---------- | ---------- | ------------- | ---------------------- |
| Nominativo | luomi      | luopmánat     | amora-ártica (sujeito) |
| Acusativo  | luopmána   | luopmánat     | amora-ártica (objeto)  |
| Genitivo   | luopmána   | luopmánat     | da amora-ártica        |
| Ilativo    | luopmánii  | luopmániidda  | à amora-ártica         |
| Locativo   | luopmánis  | luopmániin    | na amora-ártica        |
| Comitativo | luopmániin | luopmániiguin | com a amora-ártica     |
| Essivo     | luomin     | luomin        | como a amora-ártica    |

#### Substantivos Contraídos
Os substantivos contraídos são assim denominados pois perdem partes finais de suas raízes. Seu padrão de declinação é o seguinte:
|            | Singular | Plural |
| ---------- | -------- | ------ |
| Nominativo | -        | -t     |
| Acusativo  | -        | -id    |
| Genitivo   | -        | -id    |
| Ilativo    | -i       | -ide   |
| Locativo   | -s       | -in    |
| Comitativo | -in      | -iguin |
| Essivo     | -(i)n    | -(i)n  |

Contudo, por apresentarem diferentes processos na formação de suas raízes oblíquas, os substantivos contraídos podem ser divididos em dois subgrupos:
Substantivos de Raiz “s” Contraídos são formados por duas sílabas, terminando em -is. Porém, nem todos os nomes que obedecem a essa forma pertencem a essa categoria de substantivo; por isso, o tipo de substantivo deve ser aprendido junto ao nome. Sua declinação ocorre igualmente aos substantivos de raiz vocálica, com exceção do essivo, que é formado de maneira análoga aos de raiz consonantal.
Ademais, suas raízes oblíquas apresentam alguns processos morfofonológicos específicos durante a declinação, como:
- Queda do -s final;
- Mudança da vogal secundária -i- para -á-;
- Reforço consonantal de raízes oblíquas, isto é, suas raízes são alteradas para o grau extraforte (processos I→III ou II→III).

Exemplo de declinação dum substantivo contraído de raiz 's':
|            | Singular   | Plural      | Tradução          |
| ---------- | ---------- | ----------- | ----------------- |
| Nominativo | vielppis   | vielpát     | filhote (sujeito) |
| Acusativo  | vielpá     | vielpáid    | filhote (objeto)  |
| Genitivo   | vielpá     | vielpáid    | do filhote        |
| Ilativo    | vielpái    | vielpáide   | ao filhote        |
| Locativo   | vielpás    | vielpáin    | no filhote        |
| Comitativo | vielpáin   | vielpáiguin | com o filhote     |
| Essivo     | vielppisin | vielppisin  | como o filhote    |

Substantivos de Raiz “u” Contraídos são a classe mais rara de substantivos. Suas raízes oblíquas sofrem muitas mudanças e ficam, muitas vezes, quase irreconhecíveis.
Ademais, suas declinações são acompanhadas de vários processos morfofonológicos, como:
- A vogal -u da raiz vira -o, exceto antes de prefixos iniciados por -i, uma vez que a combinação oi não é permitida em sílabas átonas;
- Reforço consonantal de raízes oblíquas, como nos substantivos de raiz "s";
- Se o substantivo tem um ditongo, esse sofre simplificação ditongal em todas as raízes oblíquas. Isso ocorre antes de -o- e de -ui- da segunda sílaba.

Exemplo de declinação dum substantivo contraído de raiz 'u':
|            | Singular | Plural      | Tradução       |
| ---------- | -------- | ----------- | -------------- |
| Nominativo | boazu    | bohccot     | rena (sujeito) |
| Acusativo  | bohcco   | bohccuid    | rena (objeto)  |
| Genitivo   | bohcco   | bohccuid    | da rena        |
| Ilativo    | bohccui  | bohccuide   | à rena         |
| Locativo   | bohccos  | bohccuin    | na rena        |
| Comitativo | bohccuin | bohccuiguin | com a rena     |
| Essivo     | boazun   | boazun      | como a rena    |

### Adjetivos
Os adjetivos, assim como os substantivos, declinam fortemente. Porém, possuem duas terminações possíveis, dependendo de como são usados na oração.
Caso sejam um predicativo, possuem a forma predicativa:
- Nieida lea čeahppi (A menina é esperta)

Caso sejam um atributo, possuem a forma atributiva:
- Čeahpes nieida (A menina esperta)

#### Adjetivos Predicativos
Os adjetivos predicativos possuem terminações diferentes de acordo com seu tipo de raiz (vocálica, consonantal ou contraída). Eles concordam com o número do substantivo a que estão associados, variando em singular e plural.
- Biila lea ruoksat (O carro é vermelho) → Biillat leat ruoksadat (Os carros são vermelhos)

Normalmente aparecem no nominativo, mas podem ser utilizados no essivo quando preciso.
- Mii dahká olbmo lihkolažžan? (O que faz uma pessoa feliz?)

Adjetivos predicativos podem ainda ser substantivados, sendo declinados conforme seu papel na frase.
- Mun válddán ruoksada (Eu vou levar o vermelho)

#### Adjetivos Atributivos
Adjetivos atributivos são normalmente diferentes da forma predicativa. Não há regras para sua formação, portanto se as deve aprender individualmente. Porém, há somente quatro padrões de adjetivos atributivos:
- Terminados em -es: guhkki → guhkes (longo);
- Terminados em -a: čáppat → čáppa (bonito);
- Terminados em -is: bastil → bastilis (afiado);
- Terminados em -s: assái → assás (grosso).

Algumas formas atributivas têm grau consonantal diferente de seu equivalente predicativo; outros, podem até ter a mesma raiz de seu correspondente predicativo.
Adjetivos atributivos não se flexionam em caso nem em pessoa:
- Dát lea ođđa girji (Esse é um livro novo)
- Gávppis eai leat ođđa girjjit (A loja não tem livros novos)

### Verbos
O sistema de verbos em lapão setentrional é consideravelmente complexo do ponto de vista morfológico. Em predicados, há flexões e partículas específicas para estas categorias:
- Pessoa → 1ª, 2ª ou 3ª
- Número → singular, dual e plural
- Tempo → presente, passado
- Modo → indicativo, imperativo, optativo, condicional e potencial
- Negação

Essas categorias são marcadas pela morfologia do verbo; e no caso da negação e dos modos não-indicativos, são feitas construções perifrásticas, aplicando-se o verbo leat (ser) ou a partícula negativa (chamada também de conegativa) em adição às marcas morfológicas.
- Verbos com marcas puramente morfológicas:
  - bora-n [comer-1SG)] (eu como)
  - borre-n [comer.PST-1SG] (eu comi)
  - bora-š-in [comer-COND-1SG] (eu comeria)
- Verbos com marcas morfológicas e perifrásticas:
  - i-n bora [NEG-1SG comer-PRS.CONNEG] (Eu não como)
  - lea-n borra-min [ser-1SG comer-PROG] (Eu estou comendo)
  - i-n li-včče lea-maš borra-min [NEG-1SG ser-COND.CONNEG ser-PST.PTCP comer-PROG] (Eu não teria estado comendo)

A forma padrão do verbo é o infinitivo, terminando sempre com -t ou -it. Com exceção do verbo leat (ser) e das partículas negativas, todos os verbos são regulares. O verbo leat é o único monossilábico, e todos os outros, com dois ou mais sílabas, são divididos em três grupos:

#### Tipos de Verbo

##### Verbos de Raiz Vocálica
Também chamados de verbos gradativos, esses verbos sofrem gradação consonantal. Terminados em -at, -it, ou -ut, os verbos gradativos podem ter duas, quatro ou seis sílabas em sua raiz.
- geahččat (olhar) → 2 sílabas
- rehkenastit (calcular) → 4 sílabas
- fuolastuvvagoahtit (começar a se preocupar) → 6  sílabas

Os verbos com número de sílabas ímpar quase nunca são gradativos, com exceção se vierem acrescidos do sufixo derivacional -(iš)goahtit.
- muitalit (contar) → muitališgoahtit (começar a contar)

A raiz dos verbos gradativos é formada com a retirada do final -t do infinitivo.
- geahččat → geahčča- (olhar)

##### Verbos de Raiz Consonantal
Também chamados de verbos trissilábicos, esses verbos quase sempre possuem três sílabas, podendo ser também pentassilábicos.
- beroštit (importar-se) → 3 sílabas
- rehkenastalit (tentar contar) → 5 sílabas

Esses verbos não sofrem gradação consonantal, e sua raiz é formada retirando-se o final -t do infinitivo.
- beroštit → berošt- (importar-se)

##### Verbos de Raiz Contraída
Também chamados de verbos de raiz 'j', esses verbos terminam sempre em -át, -et ou -ot. Em sua maioria são dissilábicos, mas podem ter quatro ou seis sílabas em suas raízes. Verbos ímpares são, nessa categoria, muito raros, embora existentes.
- čohkkát (sentar) → 2 sílabas
- váldojuvvot (ser pego) → 4 sílabas
- rehkenastojuvvot (ser contado) → 6 sílabas
- rigeret (fazer uma raquete) → 3 sílabas

Esses verbos não sofrem gradação consonantal, e são chamados de ‘Raiz 'j'’ porque possuem duas raízes: uma curta, obtida pela remoção do final -t; e uma longa, obtida pela incrementação da consoante -j-. Algumas formas são baseadas na raiz longa, enquanto outras, na curta.
- čohkkát → čohkká- e čohkkáj- (sentar)

#### Formas Verbais
Os verbos, em suas formas verbais, possuem conjugação baseada em pessoas gramaticais (persovnnat) - 1ª, 2ª e 3ª -, números gramaticais (logut) - singular, dual e plural -, modos (vuogit) - indicativo, imperativo, optativo, condicional e potencial - e tempos (tempusat) - presente e passado.
Todas as conjugações dependem do tipo da raiz verbal, que, de igual forma aos substantivos, pode ser vocálica (neste caso, gradativa), consonantal (neste caso, trissilábica) ou contraída (neste caso, de raiz 'j').

##### Modo Indicativo
O modo indicativo (indikatiiva ou duohtavuohki) expressa ações de certeza, fatos e eventos reais, e é o único modo que pode ser conjugado em tempos (passado e presente).
O tempo presente é usado para descrever ações atuais ou futuras. A ausência de um tempo específico para o futuro faz com que esse tempo também seja chamado de não-passado.
- Mun human Elliin [1SG falar.1SG Elle.COM] (Eu falo com a Elle)
- Mun vuoššan gáfe [1SG fazer.1SG café.GEN] (Eu farei café)

Suas terminações variam com o tipo de raiz verbal, sendo estes seus finais verbais:
|           | Raiz Vocálica ou Contraída | Raiz Vocálica ou Contraída | Raiz Vocálica ou Contraída | Raiz Consonantal | Raiz Consonantal | Raiz Consonantal |
| Singular  | Dual                       | Plural                     | Singular                   | Dual             | Plural           |                  |
| --------- | -------------------------- | -------------------------- | -------------------------- | ---------------- | ---------------- | ---------------- |
| 1a pessoa | -n                         | -Ø                         | -t                         | -an              | -etne            | -it              |
| 2a pessoa | -t                         | -beahtti                   | -behtet                    | -at              | -eahppi          | -ehpet           |
| 3a pessoa | -Ø                         | -ba                        | -t                         | -a               | -eaba            | -it              |

O tempo passado é usado para descrever ações já realizadas ou que se encontram em algum momento já terminado.
- Máhtte viegai gávpái [Máhtte ir.PST.3SG loja.ILL] (Máhtte foi à loja)

Suas terminações variam com o tipo de raiz verbal, sendo estes seus finais verbais:
|           | Raiz Vocálica ou Contraída | Raiz Vocálica ou Contraída | Raiz Vocálica ou Contraída | Raiz Consonantal | Raiz Consonantal | Raiz Consonantal |
| Singular  | Dual                       | Plural                     | Singular                   | Dual             | Plural           |                  |
| --------- | -------------------------- | -------------------------- | -------------------------- | ---------------- | ---------------- | ---------------- |
| 1a pessoa | -n                         | -ime                       | -imet                      | -in              | -eimme           | -eimmet          |
| 2a pessoa | -t                         | -ide                       | -idet                      | -it              | -eidde           | -eiddet          |
| 3a pessoa | -i                         | -iga                       | -Ø                         | -ii              | -eigga           | -edje            |

##### Modo Imperativo
O modo imperativo (imperatiiva ou gohččunvuohki) expressa ordens e comandos.
- Gokči lása! [fechar.IMP.2DU janela.GEN] (Fechai (dual) a janela!)

Vale ressaltar que, na 3a pessoa, a construção do imperativo possui uma semântica diferente, significando algo como "deixe-o/a + verbo", em vez de uma ordem direta.
- mannat (ir) → mannos ("deixe-o/a ir!" em vez de "vá!")

Sua marcação é feita através da supressão da última parte do verbo.
| Infinitivo | mannat (ir)     |
| Presente   | manat (tu vais) |
| Imperativo | mana (vai!)     |

##### Modo Optativo
O modo optativo (optatiiva ou ávžžuhusvuohki) expressa desejos, pedidos, ações que o locutor deseja serem feitas. É considerado um modo separado por causa de sua semântica, mas obedece às conjugações do imperativo.
- Váldde gáfe! [tomar.IMP.2SG café.GEN] (Toma um café!)

Sua marcação, assim como o imperativo, é feita através da supressão da última parte do verbo.
| Infinitivo | mannat (ir)     |
| Presente   | manat (tu vais) |
| Optativo   | mana (vai)      |

##### Modo Condicional
O modo condicional (konditionála ou eaktovuohki) expressa condições e proposições hipotéticas, similarmente ao modo subjuntivo do português.
- Mun oasttášin biilla, jos mus livččii ruhta [1SG comprar.COND.1SG carro.GEN se 1SG.LOC ser.COND.3SG dinheiro] (Eu compraria um carro se tivesse dinheiro)

Sua marcação é feita através das marcas -š- (-l-, no dialeto Ocidental) ou -včč-.
| Infinitivo  | mannat (ir)        |
| Presente    | manat (tu vais)    |
| Condicional | manašit (tu irias) |

##### Modo Potencial
O modo potencial (potientiála or veadjinvuohki) indica habilidade ou possibilidade.
- In dieđe gii dat lea, vaikko leš Máhtte [NEG.1SG saber.PRS.CONNEG quem isso ser.3SG, até.se ser.DUB.3SG Máhtte (Eu não sei quem é, pode até ser o Máhtte)

Sua marcação é feita através das marcas -ž- (-š- no final)ou -žž-.
| Infinitivo | mannat (ir)           |
| Presente   | manat (tu vais)       |
| Potencial  | manažat (tu podes ir) |

##### Tempos-aspectos
Há, ainda, três construções perifrásticas que são classificadas como tempo-aspectos. São formados com o verbo auxiliar leat (ser), e podem ser aplicados em vários modos; para tanto, seus auxiliares são conjugados conformemente. Os tempos-aspectos são
O tempo-aspecto perfeito indica um passado recente, similar à construção do present perfect em inglês. É formado com o presente do verbo leat (ser) + particípio passado do verbo principal.
- Leat go borran bohccobierggu? [ser.PRS.2SG partícula.interrogativa provar.PST.PTCP carne de rena] (Você já provou carne de rena? Lit: Você já está provado carne de rena?)

O tempo-aspecto mais-que-perfeito indica uma ação realizada anteriormente a uma passada, similar ao tempo mais-que-perfeito do português. É formado com o passado do verbo leat (ser) + particípio passado do verbo principal.
- Áddjá lei juo vuolgán go Biret lihkai [vovô ser.PST.3SG já acordar.PST.PTCP quando Biret sair.PST.3SG] (Vovô já acordara quando Biret saiu. Lit: vovô já estava acordado quando Biret saiu)

O tempo-aspecto progressivo indica o curso de uma ação, similar às construções com o gerúndio em portguês. Por não ter especifidade temporal, o progressivo pode ser aplicado em diversos tempos e modos. Assim, é formado com o verbo leat (ser) em algum tempo/aspecto + gerúndio do verbo principal.
- Máhtte lea čuohppamin muoraid [Máhtte ser.3SG cortar.PROG árvore.PL.GEN] (Máhtte está cortando árvores)

Assim, podemos resumir as construções de tempo-aspecto desta forma:
|                   | Verbo leat (ser)    | Verbo principal    |
| ----------------- | ------------------- | ------------------ |
| Perfeito          | presente            | particípio passado |
| Mais-que-perfeito | passado             | particípio passado |
| Progressivo       | algum tempo-aspecto | gerúndio           |

#### Formas Nominais
O lapão setentrional apresenta um número muito grande de formas nominais, correspondendo a 14 classificações diferentes. Cada uma possui função e formação específicas. São elas:
- Infinitivo
- Particípio Presente
- Particípio Passado
- Particípio Agentivo
- Particípio Negativo
- Substantivo Verbal
- Inessivo Verbal
- Elativo Verbal
- Comitativo Verbal
- Genitivo Verbal
- Converbo Intencional
- Converbo Simultâneo
- Converbo Negativo
- Supino

## Vocabulário

### Declaração Universal dos Direitos Humanos
A seguir está o primeiro artigo da Declaração Universal dos Direitos Humanos em lapão setentrional, com sua respectiva tradução para o português.
| Lapão setentrional | Português |
| Ártihkkal 1. Buot olbmot leat riegádan friddjan ja olmmošárvvu ja olmmošvuoigatvuođaid dáfus. Sii leat jierbmalaš olbmot geain lea oamedovdu ja sii gálggaše leat dego vieljačagat. | Artigo 1. Todos os seres humanos nascem livres e iguais em dignidade e direitos. São dotados de razão e consciência e devem agir em relação uns aos outros com espírito de fraternidade. |

### Frases Básicas
Algumas frases básicas em lapão setentrional são:
| Lapão setentrional   | Pronúncia              | Português           |
| Bures!               | /pures/                | Olá! (Lit: bem!)    |
| Oaidnaleapmai!       | /oaidnaleahpmai/       | Tchau!              |
| Buorre beaivi        | /puorre peæivi/        | Bom dia             |
| Buorre iđit          | /puorre iðiht/         | Boa manhã           |
| Buorre eahket        | /puorre eæhket/        | Boa tarde           |
| Buorre idja          | /puorre idja/          | Boa noite           |
| Leage Buorre         | /leæke puorre/         | Por favor / De nada |
| Giito                | /kiːhto/               | Obrigado            |
| Ándagassii           | /aːndaːkassiː/         | Desculpa            |
| Jo                   | /jo/                   | Sim                 |
| Ii                   | /iːh/                  | Não                 |
| Mii gullo?           | /miː kullo/            | Como você está?     |
| Bures manná          | /pures manna/          | Estou bem           |
| Hálatgo eaŋgasgiela? | /haːlatko eæŋgaskiela/ | Você fala inglês?   |
| In hála sámegiela    | /in haːla saːmekiela/  | Eu não falo lapão   |
| Mun ráhkistan du     | /mun raːhkistan tu/    | Eu te amo           |

### Numerais
Os numerais em lapão setentrional podem ser divididos em três grupos: cardinais, ordinais e derivados. Cada grupo possui uma função específica e são formados de maneiras diferentes. Como outras classes gramaticas, os numerais também são declinados de acordo com os casos. O sistema de numeração lapão é de base dez, como no português.

#### Cardinais
Os números cardinais de zero a dez possuem estas formas básicas:
- 0 - nolla / nulla
- 1 - okta
- 2 - guokte
- 3 - golbma
- 4 - njeallje
- 5 - vihtta
- 6 - guhtta
- 7 - čieža
- 8 - gávcci
- 9 - ovcci
- 10 - logi

De 11 a 19, os números são feitos adicionando o sufixo -nuppelohkái (Lit: "para o segundo dez"), formado a partir de nuppe ("segundo" genitivo) + lohkái ("dez" ilativo):
- 11 - oktanuppelohkái
- 12 - guoktenuppelohkái
- 13 - golbmanuppelohkái
- 14 - njealljenuppelohkái
- 15 - vihttanuppelohkái
- 16 - guhttanuppelohkái
- 17 - čiežanuppelohkái
- 18 - gávccinuppelohkái
- 19 - ovccinuppelohkái

Os múltiplos de 10 até 90 são formados com a adição do sufixo -logi (dez), sendo:
- 20 - guoktelogi
- 30 - golbmalogi
- 40 - njealljelogi
- 50 - vihttalogi
- 60 - guhttalogi
- 70 - čiežalogi
- 80 - gávccilogi
- 90 - ovccilogi

Para os múltiplos de 100 e 1000, o mesmo ocorre, porém com seus sufixos respectivos:
- 100 - čuođi
- 200 - guoktečuođi
- 300 - golbmačuođi
- 1000 - duhát
- 2000 - guokteduhát
- 3000 - golbmaduhát

Para números combinados, a formação é lógica e regular:
- 25 - guoktelogivihtta (20 + 5)
- 38 - golbmalogiovcci (30 + 8)
- 167 - čuođiguhttalogičieža (100 + 60 + 7)
- 2054 - guokteduhátvihttaloginjeallje (2000 + 50 + 4)

Em orações, os numerais decliam de acordo com sua função:
- Mun liikon guovtti bárdnái (Eu gosto de dois garotos)
- Son bargá guvttiin ustibiin (Ele/a trabalha com dois amigos)

#### Ordinais
Os numerais ordinais são formados com a acreção do sufixo -át à forma acusativa dos cardinais (mas 1o, 2o e 7o são irregulares):
- 1o - vuosttaš
- 2o - nubbi
- 3o - goalmmát
- 4o - njealját
- 5o - viđát
- 6o - guđát
- 7o - čihččet
- 8o - gávccát
- 9o - ovccát
- 10o - logát
- 11o - oktanuppelogát
- 20o - guoktelogát
- 100o - čuođát

#### Derivados
Numerais também podem ser flexionados ou acrescidos de certos sufixos para ganharem novos sentidos.
Adiciona-se o sufixo -ii ao grau forte da raiz do cardinal para se dizer o tanto de vezes que algo foi feito:
- Čoahkkimat dollojit njelljii jagis (As reuniões são feitas quatro vezes ao ano)

Adiciona-se o sufixo -s ao genitivo singular do cardinal para se designar um número de pessoas (coletivo):
- Golmmas ožžo stipeandda dán jagi (Três pessoas receberam um estipêndio neste ano)

Adiciona-se o sufixo -eš ao grau fraco da raiz do cardinal para se substantivar o numeral (quando o sufixo gera um ditongo, ele é simplificado):
- Biret oaččui logeža tenttes! (Biret tirou um dez na prova!)

### Vocabulários Específicos
O léxico lapão setentrional apresenta uma enorme variedade de palavras para certos temas, normalmente vinculados à fala cotidiana. Alguns estão listados abaixo:

#### Família (Bearaš)

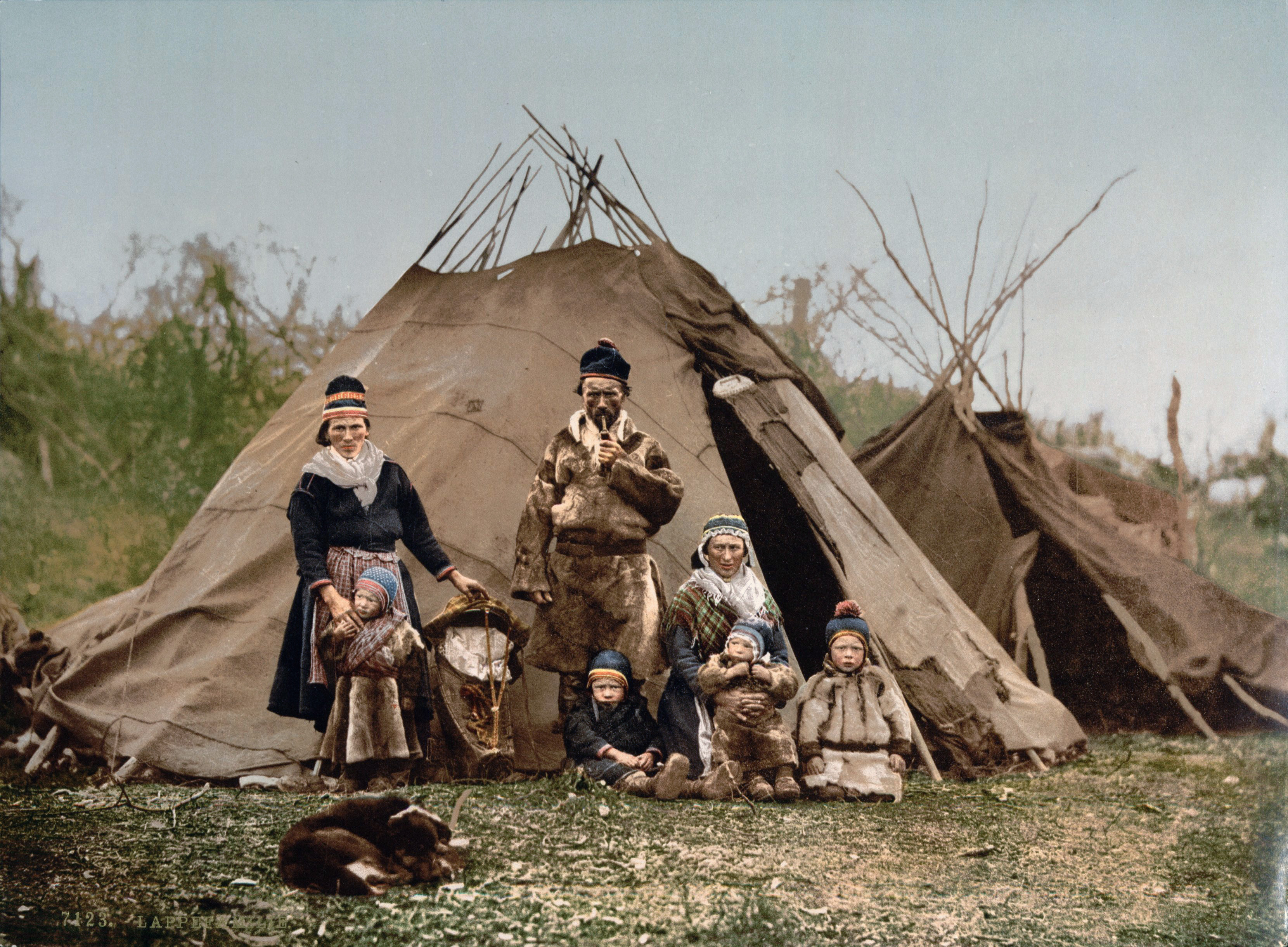
Família lapã (1900)

A família é o centro das comunidades lapãs. Por isso, relações de parentesco são muito bem demarcadas. Na língua lapônica setentrional, existem termos bem específicos para designar integrantes da família e o núcleo familiar:
- Bearaš → família
- Sohka → família estendida
- Fuolki → parente
- Máttar → ancestral
- Áddjá → avô
- Áhkku → avó
- Áhčči → pai
- Eadni → mãe
- Isit, boadnjá → marido
- Eamit, gálgu, guoibmi → esposa
- Irgi → noivo / namorado
- Moarsi → noiva / namorada
- Mánná → criança
- Áddjut → neto (como o avô o chama)
- Áhkut → neto (como a avó o chama)
- Gánda → filho
- Nieida → filha
- Oappážat → irmãos
- Viellja → irmão
- Oabbá → irmã
- Vielljabealli → meio-irmão
- Oabbábealli → meia-irmã
- Jumeš → gêmeo
- Čeahci → tio (mais novo que o pai)
- Eahki → tio (mais velho que o pai)
- Eanu → tio (irmão da mãe)
- Muoŧŧá → tia (mais nova que a mãe)
- Goaski → tia (mais velha que a mãe)
- Siessá → tia (irmã do pai)
- Vilbealli → primo
- Oarpmealli, oambealli → prima
- Vuohppa → sogro
- Vuoni → sogra
- Vivva → genro
- Mannji → nora
- Máhka → cunhado
- Spile → cunhada
- Biebmoealli → bicho de estimação

#### Neve (Muohta)

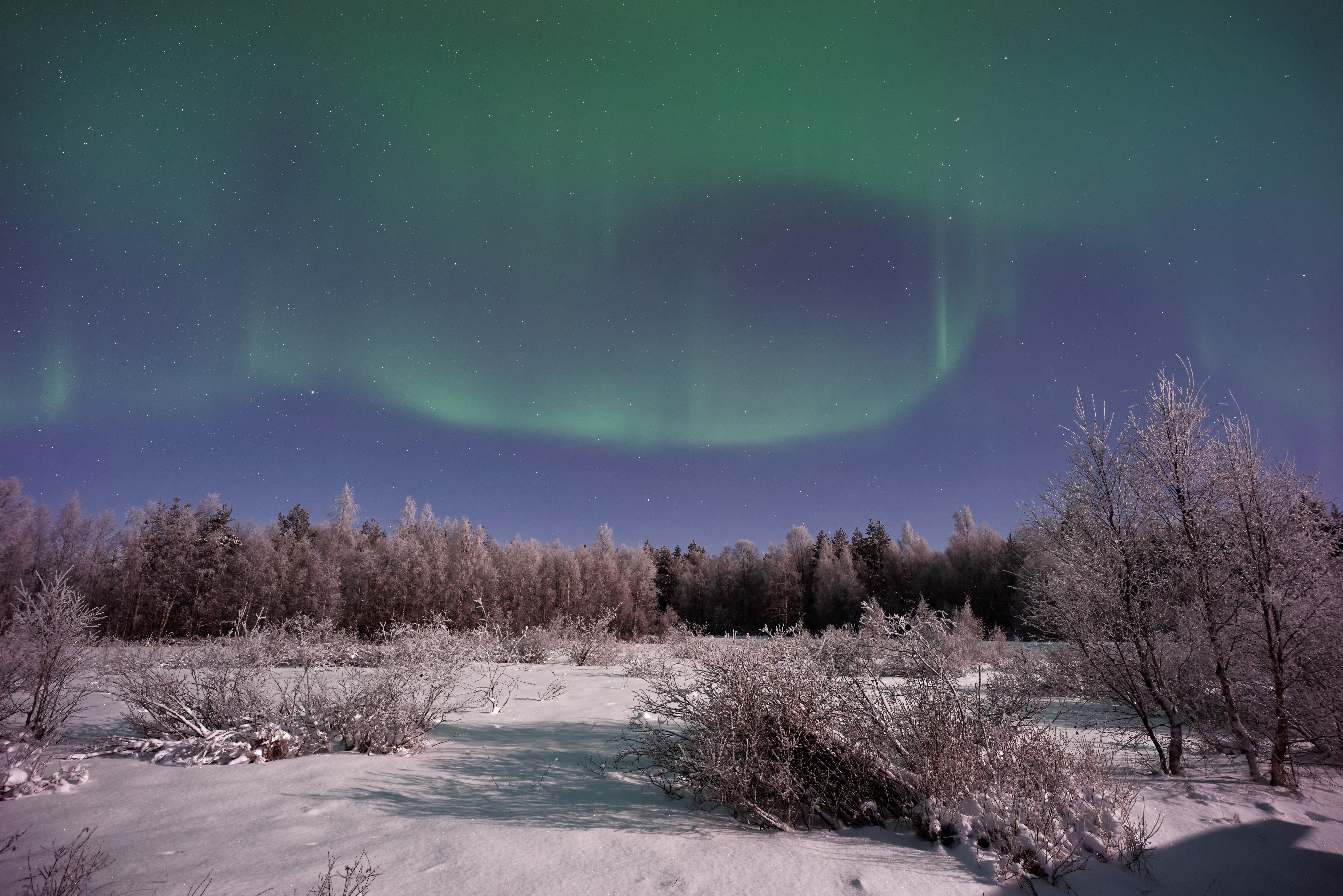
Inverno na região de Sápmi

A terra nativa dos lapões, chamada por eles de Sápmi, está localizada acima do Círculo Polar Ártico. É uma região de clima polar, com invernos rigorosos e com presença de neve na maior parte do ano. Por isso, a língua lapônica setentrional apresenta uma imensidão de termos super específicos para estados, tipos e características de neve.
Para condições e camadas da neve:
- Čahki → pedaço de neve duro, bola de neve dura
- Geardni → fina crosta de neve
- Gaska-geardi → camada da crosta
- Gaska-skárta → camada de crosta dura
- Goahpálat → nevasca na qual a neve cai densamente e gruda às coisas
- Guoldu → nuvem de neve que sobe do solo quando há uma geada forte sem muito vento
- Luotkku → neve solta
- Moarri → crosta frágil de neve, superfície fina e congelada de neve
- Njáhcu → descongelamento
- Ruokŋa → crosta fina e dura de gelo na neve
- Seaŋaš → neve granular do fundo duma camada de neve
- Skárta → camada fina (mais ou menos como o gelo) de neve congelada no chão
- Skáva → camada muito fina de neve congelada
- Skávvi → crosta de gelo na neve formada no fim da tarde depois de o sol ter descongelado o topo da neve durante o dia
- Soavli → neve muito úmida e lamacenta
- Skoavdi → espaço vazio entre a neve e o chão
- Vahca → neve solta (especialmente a neve nova em cima de uma camada de neve antiga ou de uma rua com neve)

Para condições de viagem pela neve:
- Bearta → difícil porque o solo está descoberto de neve em vários lugares
- Bohkolat → neve funda com profundidade variada; pequena deriva de neve na rua
- Časttas → deriva de neve dura (menor que skálvi)
- Čearga → deriva de neve tão dura que suporta ser atravessada
- Činus → neve firme e uniforme, mas que não suporta ser atravessada
- Dobádat → neve pegajosa, úmida e pesada
- Fáska → neve disseminada junta ao vento
- Gálja → superfície congelada muito escorregadia
- Girrat → pesado (para a ida em tempo congelado)
- Joavggahat → lugar onde a neve jaz particularmente profunda depois de uma nevada
- Lavki → escorregadio, pois há gelo coberto com uma camada solta de neve seca sem apoio para os pés
- Moarri → movimento, superfície quando a neve congelada ou a crosta de gelo se quebra e corta as pernas de renas
- Muovllahat → lugar onde pessoas e animais mergulharam na neve funda ou num paul
- Njeađgga → deriva no solo, na qual a neve de deriva é levantada do solo e cobre estradas ou trilhas
- Oavlluš → depressão oca preenchida com neve lamacenta sobre terra ou gelo
- Oppas → cobertura de neve intocada, não pisada
- Rodda → difícil, pois tem muita pouca neve
- Sievlla → estado das coisas quando a neve de primavera é tão macia que se afunda nela
- Skálvi → grande deriva de neve, dura, alta e íngreme
- Skoarádat → tipo de ida em que se ouve um som áspero quando o trenó passa sobre uma superfície dura
- Spoatna → neve firme e dura para se dirigir sobre, quando há muito pouca neve
- Veađahat → lugar onde a neve foi soprada embora; um trecho descoberto de neve

Para trilhas na neve:
- Čiegar → campo de neve que foi pisoteado e cavado por uma rena ao se alimentar
- Čilvi → área coberta de gelo por onde as renas pastaram durante um tempo ameno
- Doalli → caminho ou trilha de inverno coberto por neve, mas ainda distinguível
- Doavdnji → neve de tamanha profundidade que esquis ou trenós não entrarão em contato com o solo
- Fieski → área por onde uma manada de renas pastou
- Jođáhat → trilhas na neve deixadas por uma manada de renas migrando
- Jolas → trilhas feitas na neve por renas, cães ou lobos que andaram em fila
- Láhttu → trilha deixada pelo esqui
- Loanjis → trilhas de toda a manada de renas
- Márahat → trilha de inverno larga e batida
- Rádnu → trilha de uma lebre por onde ela foi para lá e para cá

#### Rena (Boazu)

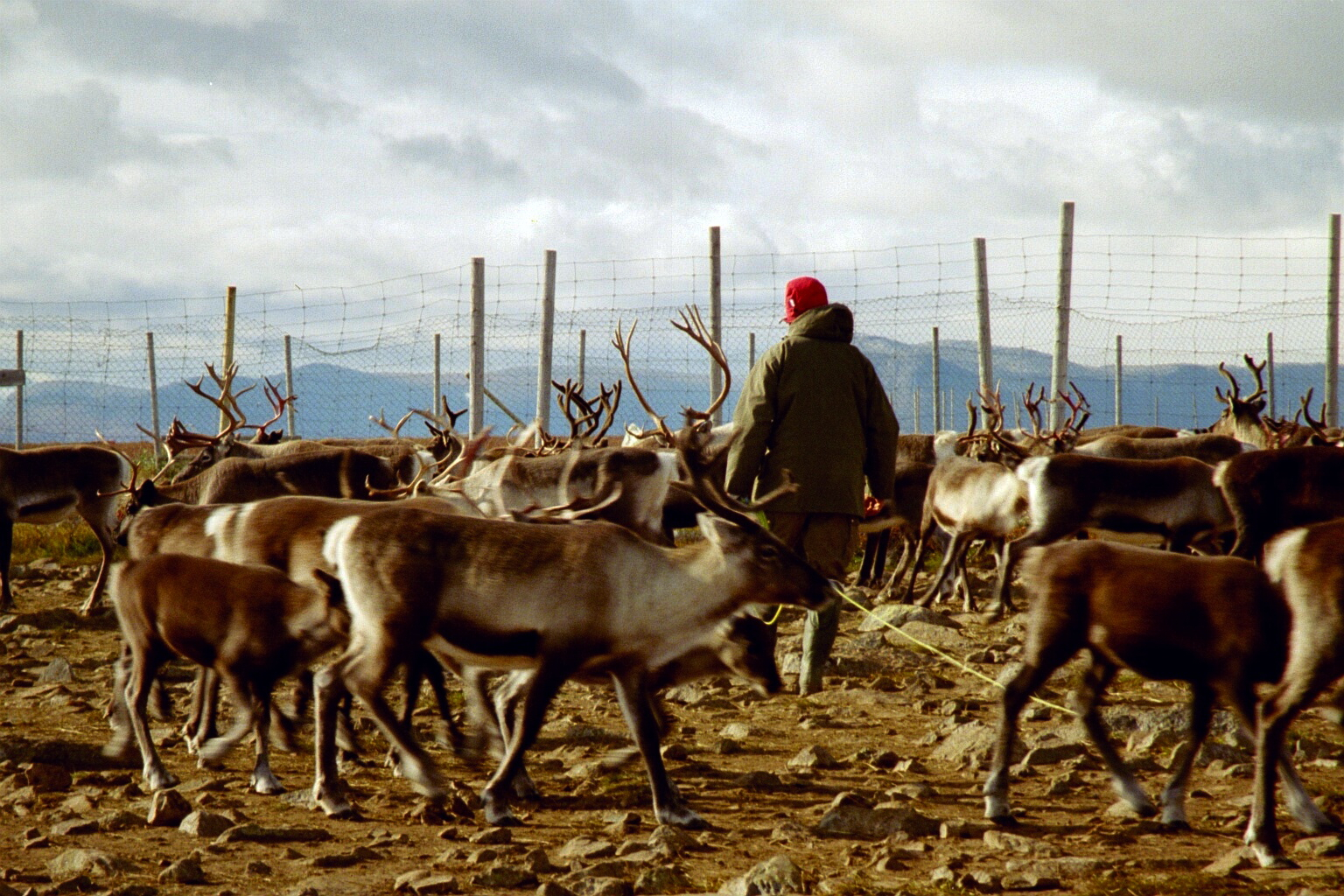
Criação de renas na Suécia

Por séculos, a principal atividade dos lapões tem sido a criação de renas. Por conta de tão longa experiência com esses animais, a língua lapônica setentrional apresenta uma infinidade de vocábulos específicos para tipos, tamanhos, idades e características das renas. Como os próprios lapões alegam, seu idioma possui “mil palavras para renas”.
Uma pequena amostra dos vocábulos de rena:
- Boazu → rena (termo geral)
- Baggi → rena pequena e gorda (com barriga bem grande)
- Beavvrit → rena com pernas mais longas e físico mais magro do que o normal
- Biltu → rena tímida e selvagem (normalmente para os machos)
- Busat → rena com testículo muito grande
- Čálggat → bezerro que está tão avançado que pode acompanhar sua mãe até em condições difíceis
- Čeagŋi → rena com pernas pequenas
- Darsi → rena gorda com chifres curtos e ramosos
- Doalli → rena apta a resistir ao ser domada (oposto de láiddas)
- Gissor → pequena rena de tração
- Goaisu → rena macho que se mantém separado durante todo o verão e está bem gordo quando o outono começa
- Goanzi → rena alta, de pernas longas, desengonçada
- Guoirras → rena magra, fina e seca
- Jáđas → rena obstinada, difícil de se lidar
- Jáhnit, Julsu → rena macho grande e gorda
- Joliin leat → estar em “boa condição”, “peso mediano”
- Láiddas → rena fácil de se lidar com uma corda ou rédea
- Leaggán → rena côncava (nas costas)
- Leamši → rena fêmea baixa e gorda
- Livat → rena de tração que trabalhou tanto que não pode ser usada para longas jornadas
- Lojáš →  rena fêmea muito mansa
- Lojat → rena de tração muito tratável (dócil para se dirigir)
- Moggaraš → rena fêmea que desliza o laço sobre sua cabeça (para não ser capturada)
- Njirru → rena fêmea ingovernável, difícil de se segurar quando laçada
- Njoalppas → rena com quartos traseiros inclinados
- Ravdaboazu, ravddat → rena que se mantém nas bordas da manada
- Rávnnot → rena de tração ou de carga que se mantém em boa condição por um longo tempo
- Rávža → rena miserável, emaciada, sem uma cobertura adequada
- Riebbi → bezerro de rena com uma barriga desproporcionalmente grande
- Roaibu → rena tão emaciada que seus ossos ficam evidentes
- Roaivi → rena velha e magra
- Roanžžas → rena alta, magra e emaciada
- Roašku → rena grande e magra
- Ruoinnas → rena magra
- Sarat → rena macho meio pequena que procura uma fêmea fora da manada para se acasalar
- Silan → rena magra e fraca que logo se cansa
- Silli → rena magra, não perseverante, que não mostra resistência no trabalho
- Skoaldu → rena com uma cabeça grande e nariz comprido
- Šlohtur → rena que quase não levanta seus pés
- Spoairu → rena magra e com pernas longas
- Stoalut → rena que não tem mais medo de cães
- Váibbat → rena exausta
- Vuoŋis → rena bastante descansada

## Cultura

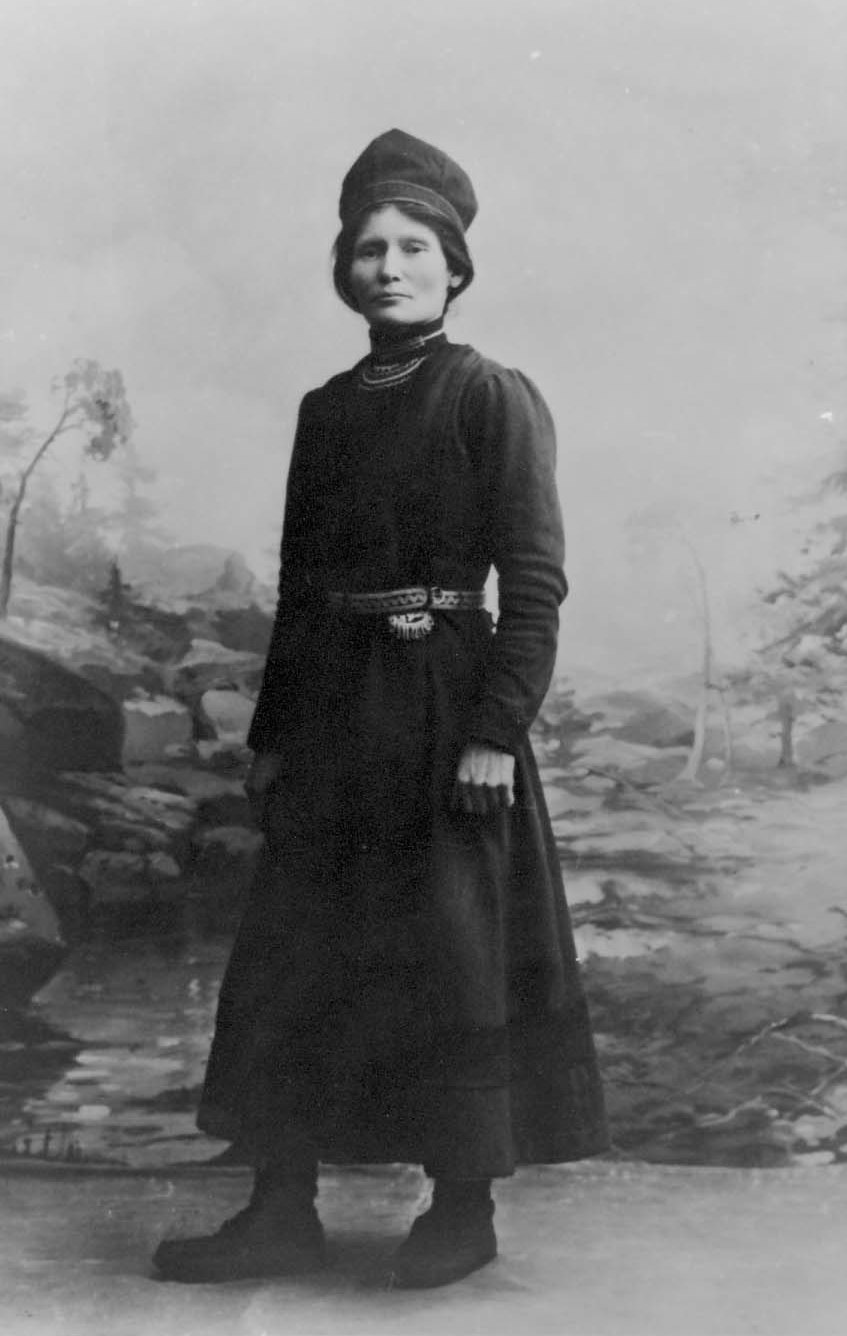
Elsa Laula, uma das primeiras figuras lapãs na política sueca

### Literatura
O surgimento da literatura lapã está intimamente ligada à luta política dos lapões no início do século XX na Noruega e na Suécia. Com o final do período romântico e nacionalista desses países, as minorias nórdicas começaram a reivindicar seus direitos mais fortemente.

#### Primeiras Décadas do Século XX
A política e criadora de renas sueca Elsa Laula (1877-1931) atuou em linha de frente pelos direitos dos lapões; publicou, em 1904, o panfleto Inför Lif eller Död? Sanningsord i de Lappska förhollandena ("Vida ou morte? A verdade honesta acerca das condições lapãs"), tornando-se o primeiro lapão a publicar uma obra. Nesse trabalho, ela expôs ao governo sueco as terríveis condições de vida dos lapões.
A produção literária em lapão setentrional começou com as expedições religiosas do século XVII, mas a primeira obra não-científica/política publicada por um autor lapão só foi lançada em 1910, com o livro Muitalus sámiid birra ("Um relato dos lapões"). Escrito por Johan Turi (1854-1936), um criador de renas de Kautokeino, esse livro foi responsável por apresentar a cultura e o estilo de vida lapã não só a autoridades, mas também ao restante da população da Noruega.
Em 1912, o professor Anders Larsen (1870-1949) publica um pequeno romance de crítica social entitulado Bæivve-Alggo ("Aurora"); foi o primeiro romance em lapão e escrito por um lapão. Ele também foi responsável por publicar o primeiro jornal lapão, o Sagai Muitalægje, impresso de 1904 a 1911. Seus esforços colaboraram para a eleição do primeiro lapão no parlamento norueguês, Isak Saba (1875-1921), em 1906. Saba também compôs o hino nacional dos lapões, Sámi soga lávlla, publicado no jornal de Larsen naquele mesmo ano.
Contemporâneo a eles, Pedar Jalvi (1888-1916), nascido na área de Ohcejohka no norte da Finlândia, publicou a primeira coleção de poemas em lapão, intitulado Muohtačalmmit (Flocos de neve). Tais autores foram os pioneiros da literatura lapã, e os livros publicados nessa época foram poucos. A revitalização da literatura lapã só ocorreria décadas mais tarde.

#### A década de 1970
Os anos 70 acompanharam o crescimento dos movimentos lapões por direitos políticos, sociais e econômicos. Protestos globais pela visibilidade dos povos indígenas fizeram com que os lapões ganhassem mais espaço nas sociedades nórdicas. Os primeiros seminários de literatura lapã ocorreram em 1972, na cidade de Sirbmá, na Noruega. Nesse evento, autores lapões decidiram que eles deveriam escrever sobre sua cultura, acabando com a tradição de a história lapã ser escrita por povos não-lapões. Afinal, como demarcaram tais autores, "uma língua não viveria por meio doutra língua". Desse evento, o livro Čállagat (Obras escritas) foi publicado, incluindo uma série de textos de diferentes escritores.

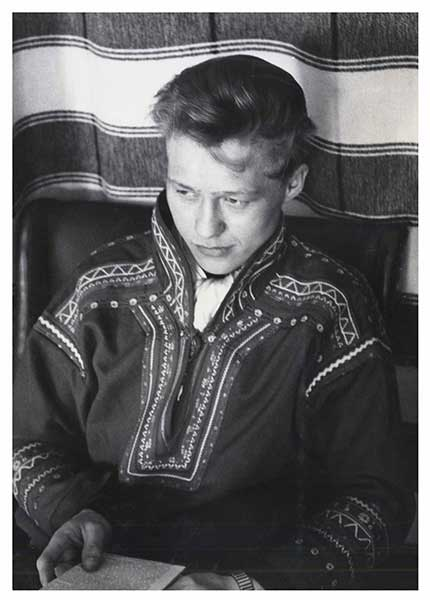
Nils-Aslak Valkeapää, célebre escritor lapão

Com a abertura da primeira editora lapã nesse período, as publicações em lapão cresceram extraordinariamente. Muitas mulheres lapãs, também, começaram a escrever livros. Kirsti Paltto (1947-), de Ohcejohka - Finlândia, foi a primeira lapã a publicar um livro; intitulada Soagŋu (Cortejo), a obra de Paltto contou com uma coleção de contos. Marry A. Somby (1953-), de Sirbmá - Noruega, publicou, em 1977, o primeiro livro infantil lapão, chamado Ámmul ja alit oarbmælle (Ammul e o Primo Azul).
O autor lapão mais conhecido é Nils-Aslak Valkeapää (1943-2001), de Enontekiö - Finlândia. Poeta lírico, compositor e artista, Valkeapää recebeu, em 1991, o Prêmio de Literatura do Conselho Nórdico por seu livro Beaivi áhčážan (Sol, meu pai). Escrita em 1988, essa obra contém uma série de poemas e fotografias histórias dos lapões por toda Sápmi.
Outros autores dessa geração são Rauni Magga Lukkari (1943-), Jovnna-Ánde Vest (1948-) e Synnøve Persen (1950-). Alguns dos poemas de Lukkari foram incorporados a canções da famosa artista lapã Mari Boine (1956-).

#### A partir de 1980
Os escritores lapões nascidos a partir dos anos 1960 já desfrutaram das conquistas feitas por seus antepassados, tendo tido acesso à educação em língua lapã desde pequenos. Com novas políticas nas escolas, a língua lapônica setentrional conseguiu se revitalizar e ganhar espaço definido no sistema educacional nórdico.
Alguns autores modernos que pertencem a essa geração são Inger Mari Aikio-Arianaick (1961-), Siri Broch Johansen (1967-), Sigbjørn Skåden (1976-), Ann Helen Laestadius (1971-), Máret Ánne Sara (1983-) e Niillas Holmberg (1990-).

### Música
A expressão da língua lapônica setentrional também é encontrada no estilo musical tradicional dos lapões, o joik. Esse estilo de música único conta com uma melodia vocal vibrante e que pode ser acompanhada de letra. Apesar de ter sido proibida até o início do século XX, essa tradição sobreviveu e, a partir de 1970, ganhou força na expressão cultural lapã.
Em 1990, ocorreu a primeira edição do Sámi Grand Prix, um evento musical anual que é realizado na cidade de Kautokeino. Em 1991, um festival musical indígena foi criado, o Riddu Riđđu, que acontece anualmente na cidade de Olmmáivággi.
Atualmente, vários músicos lapões compõem nos mais diversos gêneros musicais; dentre esses artistas estão Mari Boine, Ánde Somby (1958-), Ella Marie Hætta Isaksen (1998-), Mikkel Gaup (1968-) e Marianne Pentha.

### Cultura Popular

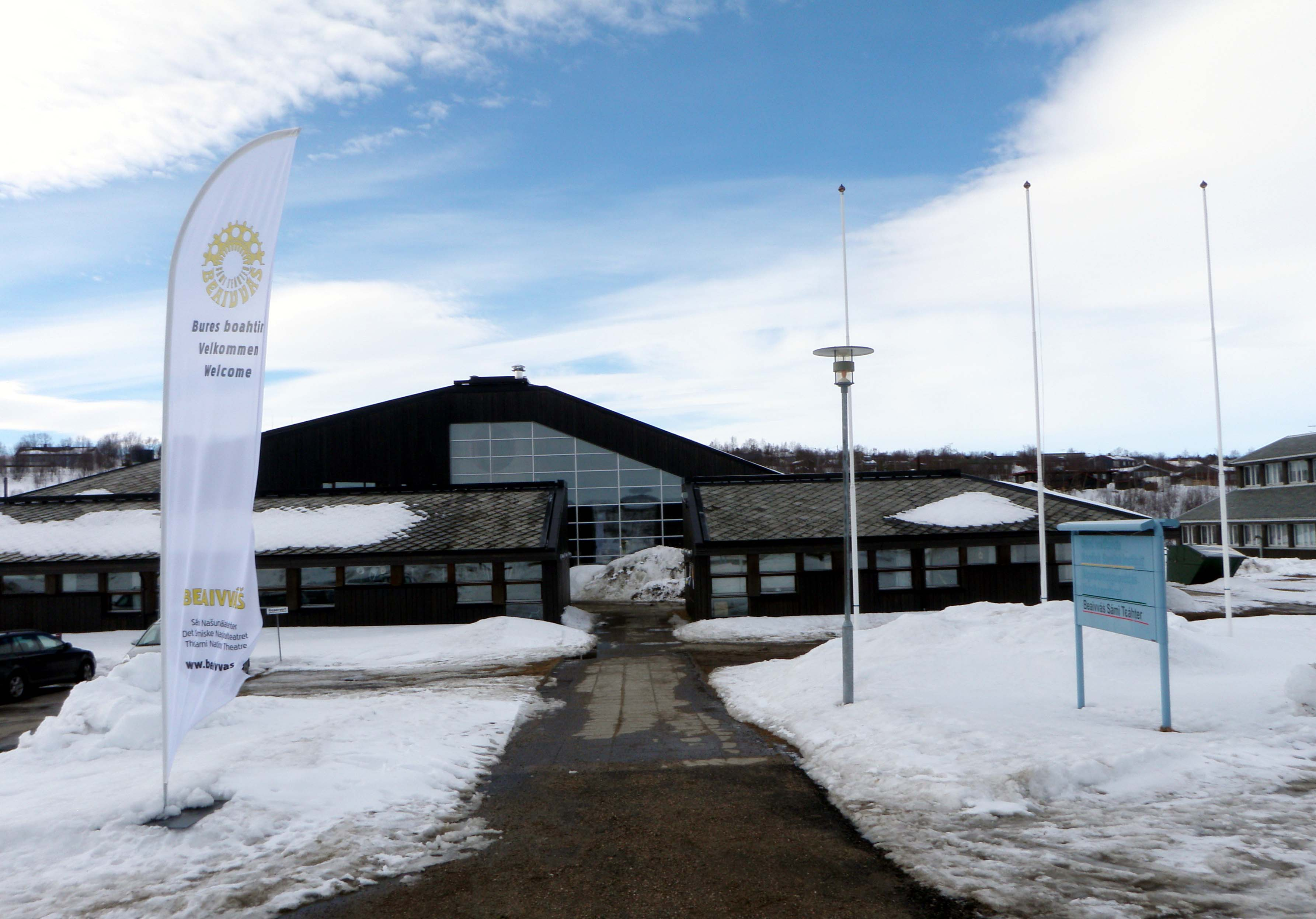
Teatro Lapão Beaivváš - Kautokeino

A produção cinematográfica em lapão setentrional começou há pouco tempo. O diretor Nils Gaup (1955-) foi o primeiro a produzir um longa-metragem em lapão setentrional, sendo os seus dois filmes mais conhecidos: Ofelaš (O Desbravador), de 1987; e Guovdageainnu Stuimmit (A Rebelião de Kautokeino), de 2008.
O Teatro Nacional Lapão (Beaivváš Sámi Našunálateáhter), inaugurado em 1981 na cidade de Kautokeino, é lar de diversas apresentações de teatro, música e outras atividades culturais. Em cooperação com universidades e colégios da região, esse espaço abriga vários grupos de produção de peças e de atuação.
Em 2019, um marco histórico da cinematografia lapã foi atingido: a The Walt Disney Company, em parceria com o governo local lapão, dublou seu novo filme, Frozen 2 (Jikŋon 2), em lapão setentrional. Isso ocorreu porque, nessa obra, diversas referências aos lapões foram feitas, como a presença dos cantos tradicionais joiks e a representação de tribos nativas. Sobretudo, foi ele o primeiro longa-metragem hollywoodiano a ser dublado em lapão setentrional.
Em 2020, a língua lapônica setentrional foi também foi tema de questão da 10.ª edição da Olimpíada Brasileira de Linguística.